# Palais idéal
Le Palais idéal (aussi appelé le Palais idéal du facteur Cheval) est un monument construit à Hauterives (France) par le facteur Ferdinand Cheval, de 1879 à 1912.
Chef-d'œuvre de l'architecture naïve et de l'art naïf, il est classé au titre des monuments historiques depuis 1969.
À l'occasion d'un vote organisé durant l'été 2020, au niveau national, par les producteurs de l'émission Le Monument préféré des Français, diffusée sur France Télévisions, le Palais idéal a été classé deuxième sur une liste de quatorze monuments. Sa construction a également fait l'objet d'un film biographique français réalisé par Nils Tavernier et sorti en 2018.

## Situation et description

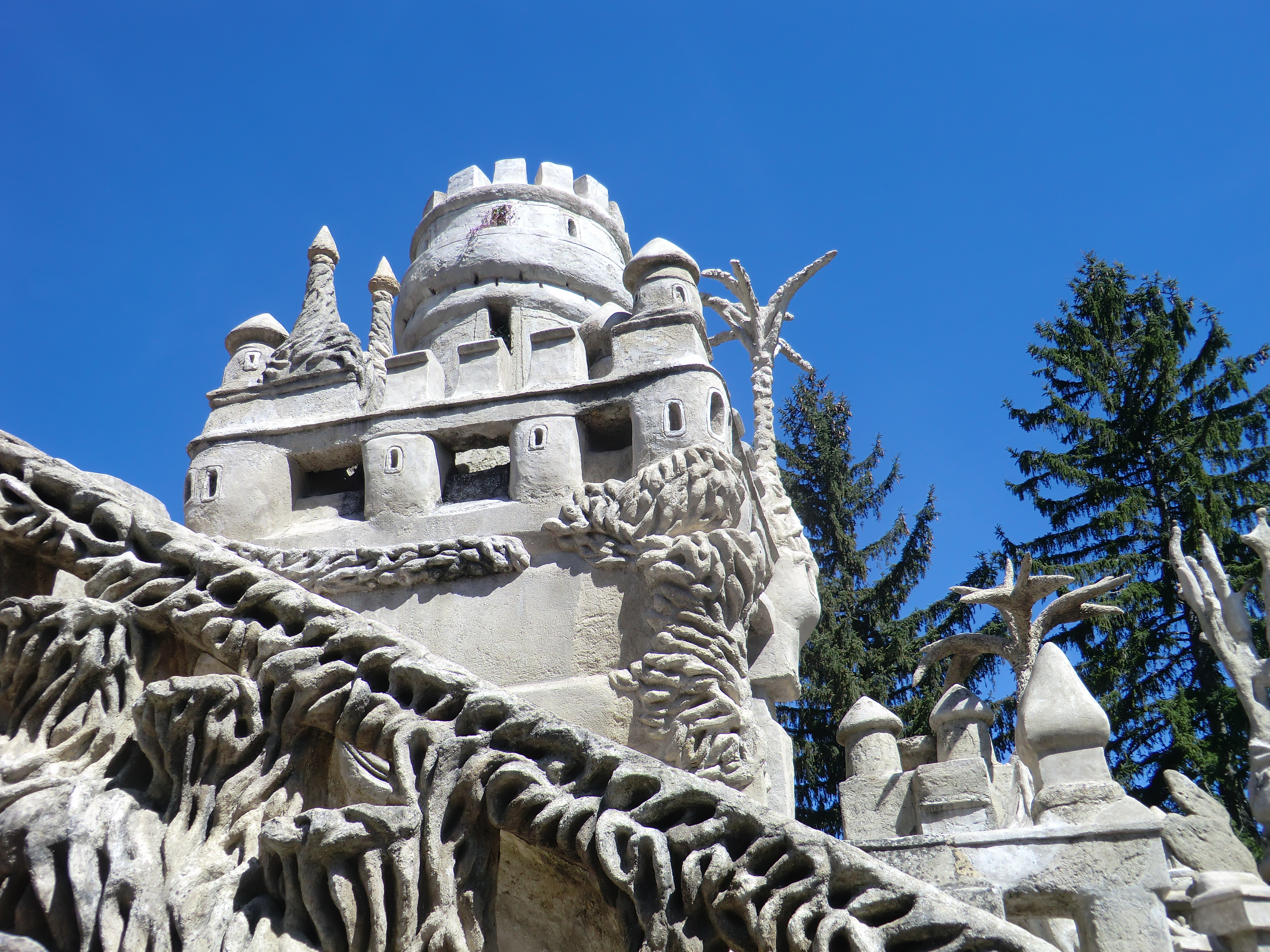
Tour de Barbarie

Situé à proximité du centre-ville de Hauterives (Drôme), à l'est de la mairie, le palais est aussi bien un hymne à la nature qu'un mélange très personnel de différents styles architecturaux, avec des inspirations puisées tant dans la Bible (grottes de Saint-Amédée et de la Vierge Marie, un calvaire, les évangélistes...) que dans la mythologie hindoue et égyptienne. 
Ce monument entièrement édifié par un seul homme, mesure 12 mètres de haut et 26 mètres de long, les différentes pièces (des pierres ramassées sur les chemins pour la plupart) ont été assemblées avec de la chaux, du mortier, du ciment et des armatures métalliques (ce qui est précurseur en matière de technique de « béton armé »).

## Auteur
Le concepteur et architecte de ce monument est le facteur Ferdinand Cheval, employé de l'administration des postes, affecté à Hauterives. Cette période correspond au développement des voyages de nature touristique et la carte postale fait son apparition en France en 1873, soit cinq ans avant le début du Palais idéal. Celles-ci seront un support à son inspiration.
Ferdinand Cheval achève la construction du Palais idéal en 1912, à l'âge de 76 ans. Il construira également, selon la même méthode de construction, sa tombe au cimetière de Hauterives, le tombeau du silence et du repos sans fin, ainsi que la Villa Alicius, située à proximité du palais et tous classés au titre des monuments historiques.

## Historique

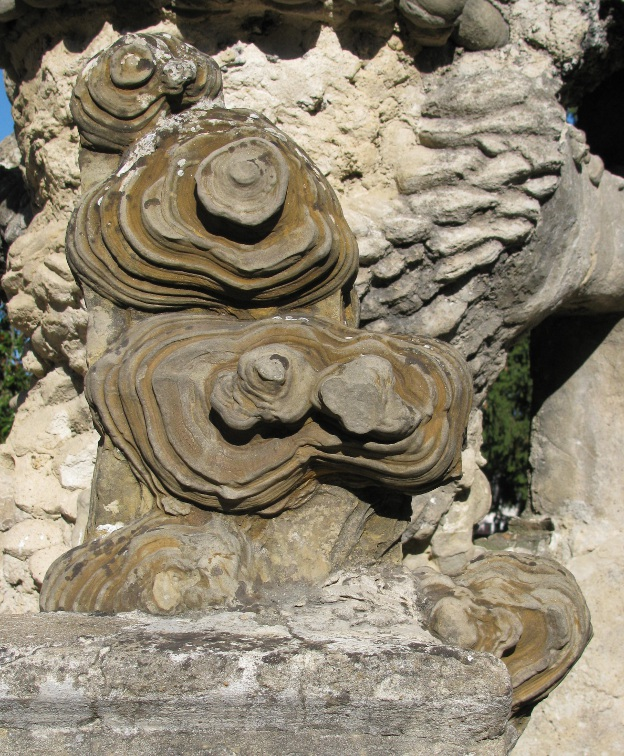
La pierre d'achoppement, à l'origine du palais (sur la terrasse, façade ouest).

Selon ses propres souvenirs, au cours de l'une de ses tournées effectuées durant le mois d'avril 1879, le facteur bute du pied contre une pierre, manquant de tomber sur le chemin. Son œil ayant été attiré par la forme curieuse de la pierre, il la cueille et celle-ci sera nommée « la pierre d'achoppement ».
Dès le lendemain, repassant au même lieu, il constate la présence d'autres pierres ayant des formes encore plus singulières et, à son goût, plus belles que celle qu'il a trouvée la veille. Il se fait alors la réflexion que, puisque la nature pouvait « faire de la sculpture », il pourrait très bien lui-même, fort de ses longues rêveries préparatoires, se faire architecte, maître-d'œuvre et ouvrier dans la construction d'un « Palais idéal ».
Durant les trente-trois années qui suivent, Ferdinand Cheval ne cesse de choisir des pierres durant sa tournée quotidienne, les portant d'abord dans ses poches, puis se munissant d'un panier, voire d'une brouette en certaines occasions. Revenu à son domicile, il passe de longues heures à la mise en œuvre de son rêve, travaillant de nuit à la lueur d'une lampe à pétrole. Il est alors considéré comme un excentrique par les gens du cru.
Au début des années 1930, l'œuvre reçoit le soutien moral de plusieurs artistes tels que Pablo Picasso et André Breton. Max Ernst qui séjourne en Ardèche durant l'occupation est fasciné par l'œuvre et lui dédie un de ses tableaux. 
Selon Le Dauphiné libéré, le palais a reçu la visite de quelque 150 000 visiteurs en 2013 et, selon le quotidien Le Progrès, après avoir recueilli l'information auprès du directeur du site, Frédéric Legros, environ 180 000 personnes ont visité le site durant la période 2018 - 2019.
En 2022, Jean-Michel Othoniel ajoute à l’œuvre des éléments en verre pour figurer la fontaine.

## Architecture

### Façade est
Ferdinand Cheval passe les vingt premières années à construire la façade est de ce qu'il nommera globalement le Temple de la Nature (le terme de Palais Idéal n'a été donné par Cheval qu'après sa rencontre avec le barde alpin Émile Roux Parassac en 1904).
On peut suivre là toute l'évolution intuitive, partie par partie, de l’architecte naïf dans l'élaboration de son Palais. C'est une évolution qui va de l'organique, telle une végétation luxuriante qui se répand autour de grottes et d'alcôves, à l'organisation symétrique d'une façade majestueuse, qui n'est pas sans rappeler la manière dont Augustin Lesage aborda sa première toile.
Ferdinand Cheval commença tout d'abord par creuser un bassin et former autour une cascade : la Source de Vie (1879-1881). Poursuivant vers le nord, prenant de la hauteur, il construisit une seconde cascade, la Source de la Sagesse (1881-1884). Puis vint ce grand temple à la façade symétrique et aux colonnes boursouflées, le Monument égyptien (1884-1891), temple avec quatre colonnes décorées de boules de grès et qui deviendra le Temple de la Nature. À partir de 1891, comme voulant établir une symétrie de taille avec la partie nord, Cheval s'attaque au sud, avec l'édification du Temple Hindou (1891-1895), à la faune et à la flore exotiques, et qui finira gardé par les trois impressionnants Géants (1895-1899) représentant César, Vercingétorix et Archimède.

« La grotte où il y a trois géants c'est un peu de l'égyptien, en dessous on voit deux momies que j'ai façonnées et sculptées. Ces trois géants supportent la Tour de Barbarie où dans un oasis croissent les figuiers, les cactus, des palmiers, des aloès, des oliviers gardés par la loutre et le guépard. À la source de la vie j'ai puisé mon génie »

— Ferdinand Cheval, 1911

Quelques photos de la façade est du Palais idéal
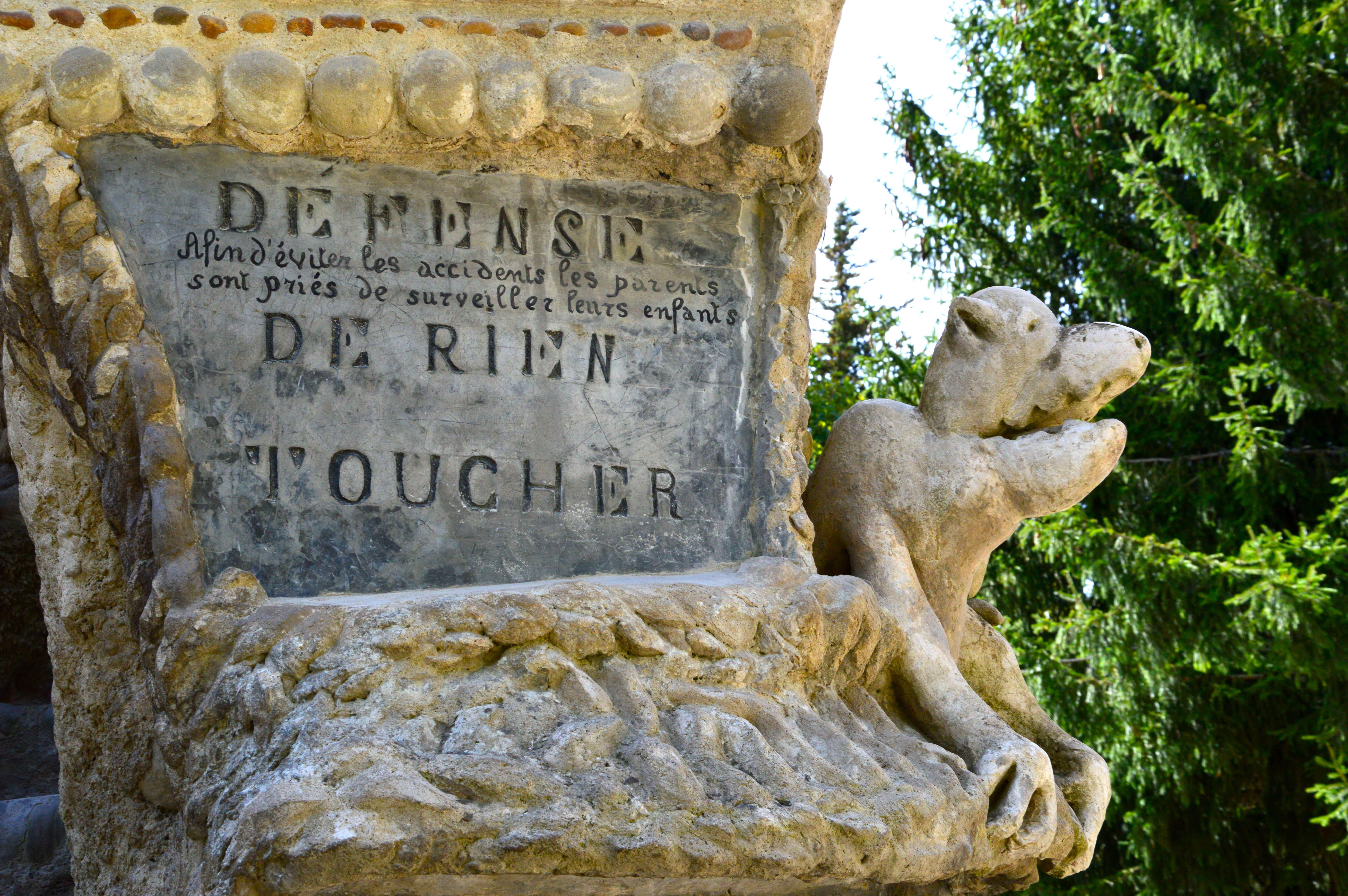
inscription Defense de rien toucher
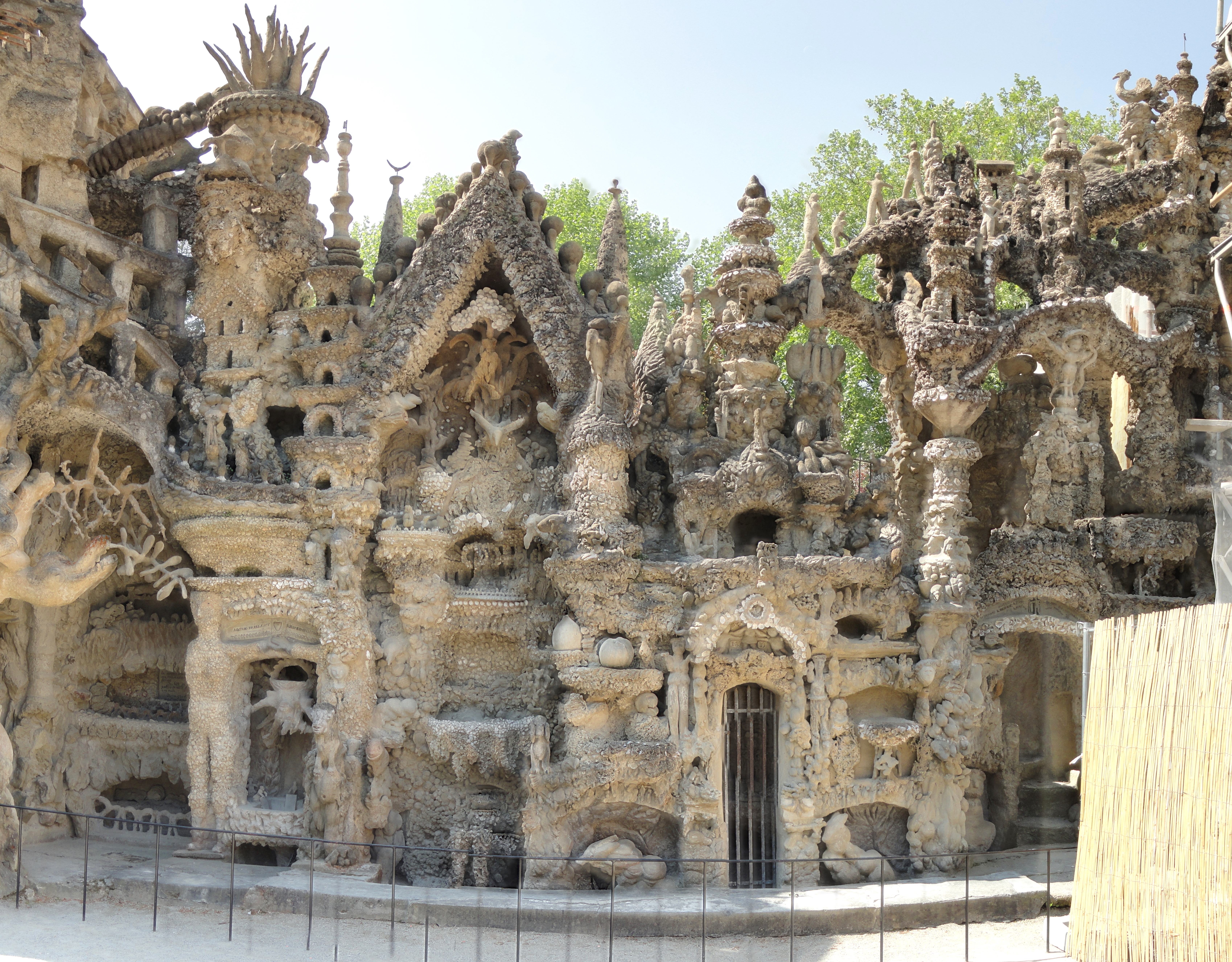
Partie de la façade est
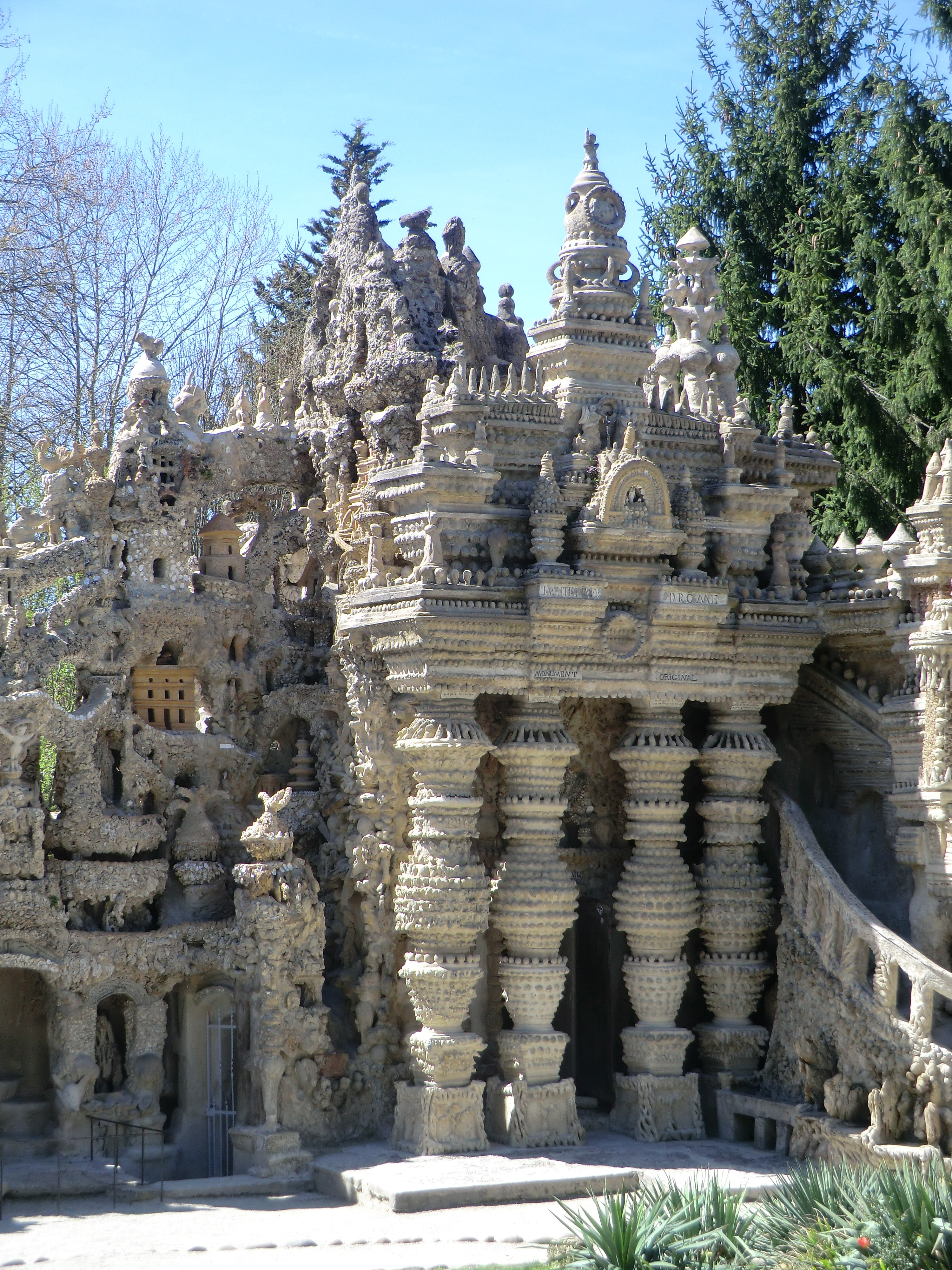
Partie de la façade Est
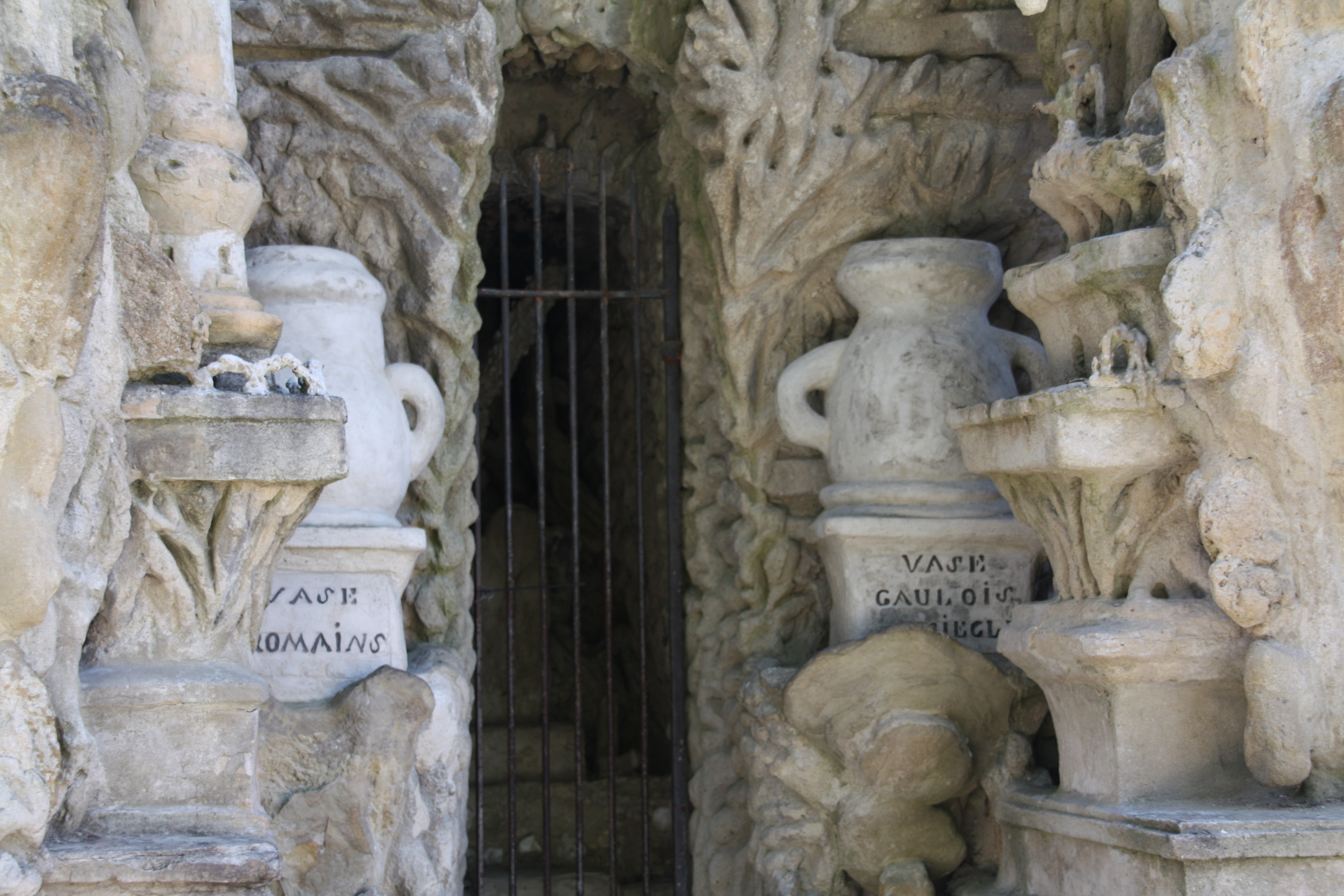
vase gaulois et vase romain
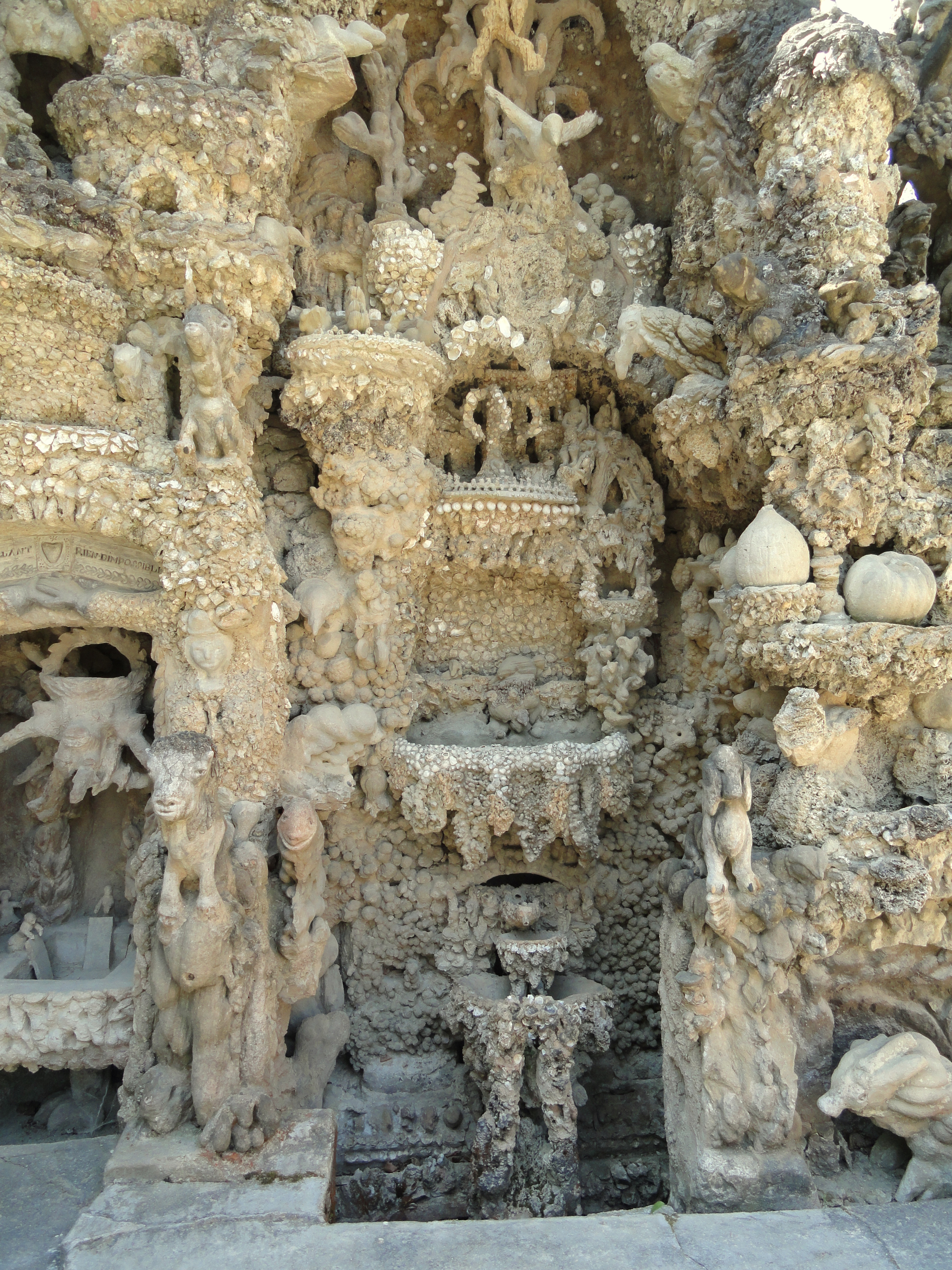
Source de Vie protégée par un chien et un tigre.
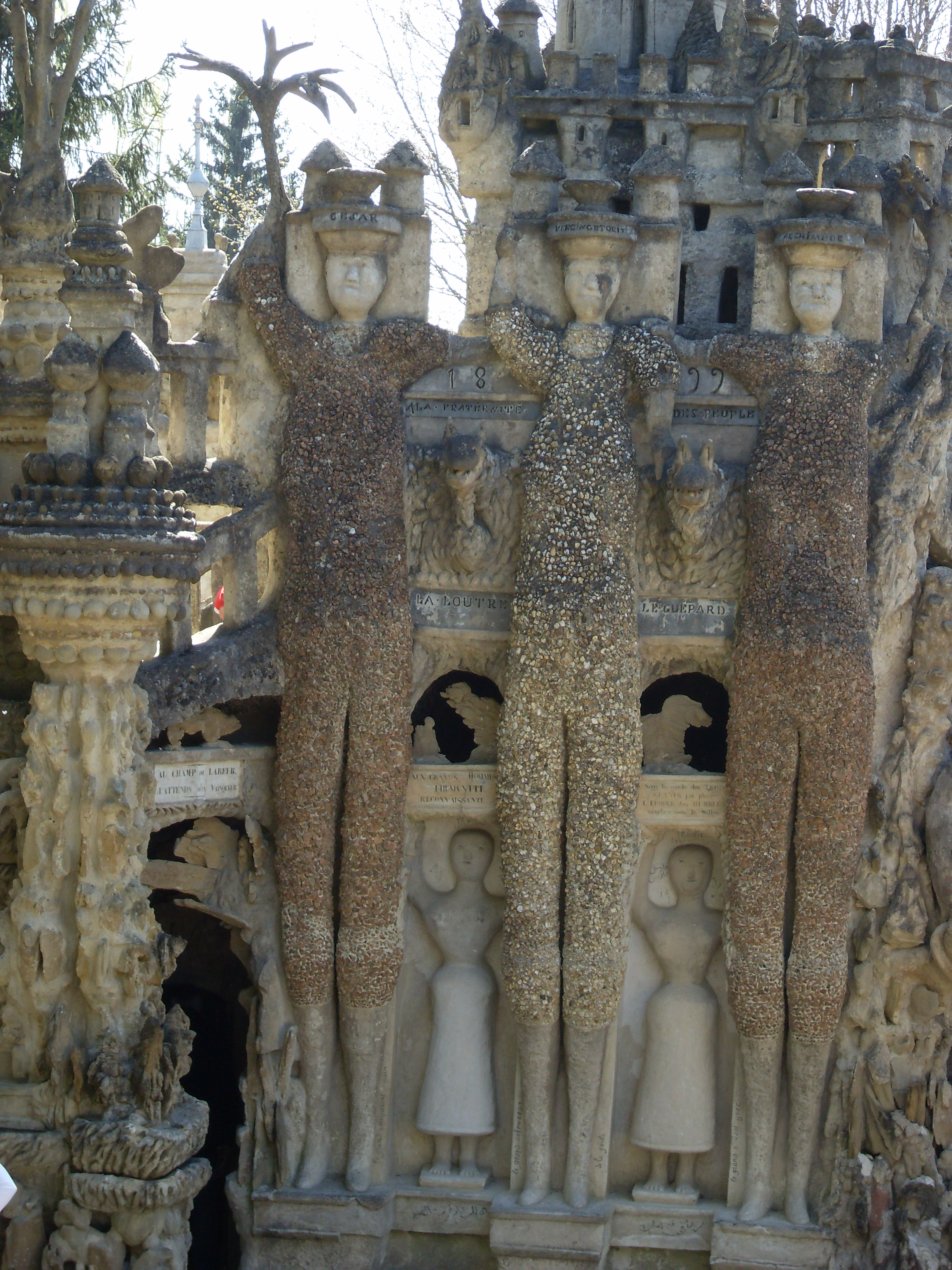
Les Trois géants (César, Vercingétorix et Archimède)

### Façade ouest
Beaucoup moins organique, plus rigoureuse et délimitée dans ses formes, la façade ouest est ornée d'architectures miniatures du monde entier placées dans des alcôves : une mosquée, un temple Hindou, un chalet suisse, la Maison Carrée d'Alger, un château du Moyen Âge. On accède également par là à une galerie de vingt mètres de long, s'enfonçant dans le palais et agrémentée de sculptures. Au-dessus se trouve une grande terrasse de 23 mètres de long (quasiment la totalité de la longueur du palais) à laquelle on accède grâce à des escaliers.

Quelques photos de la façade ouest du Palais idéal
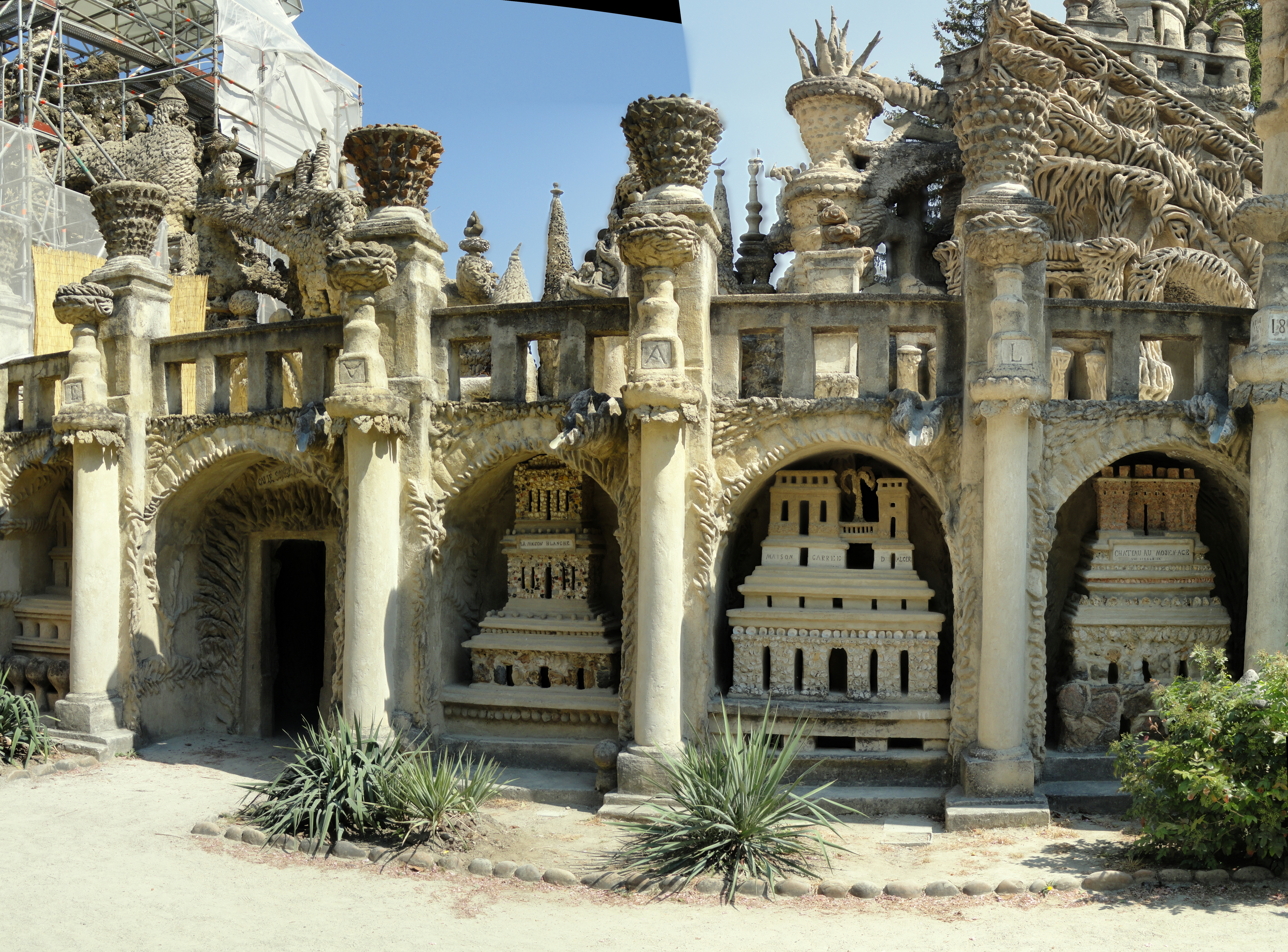
Façade ouest
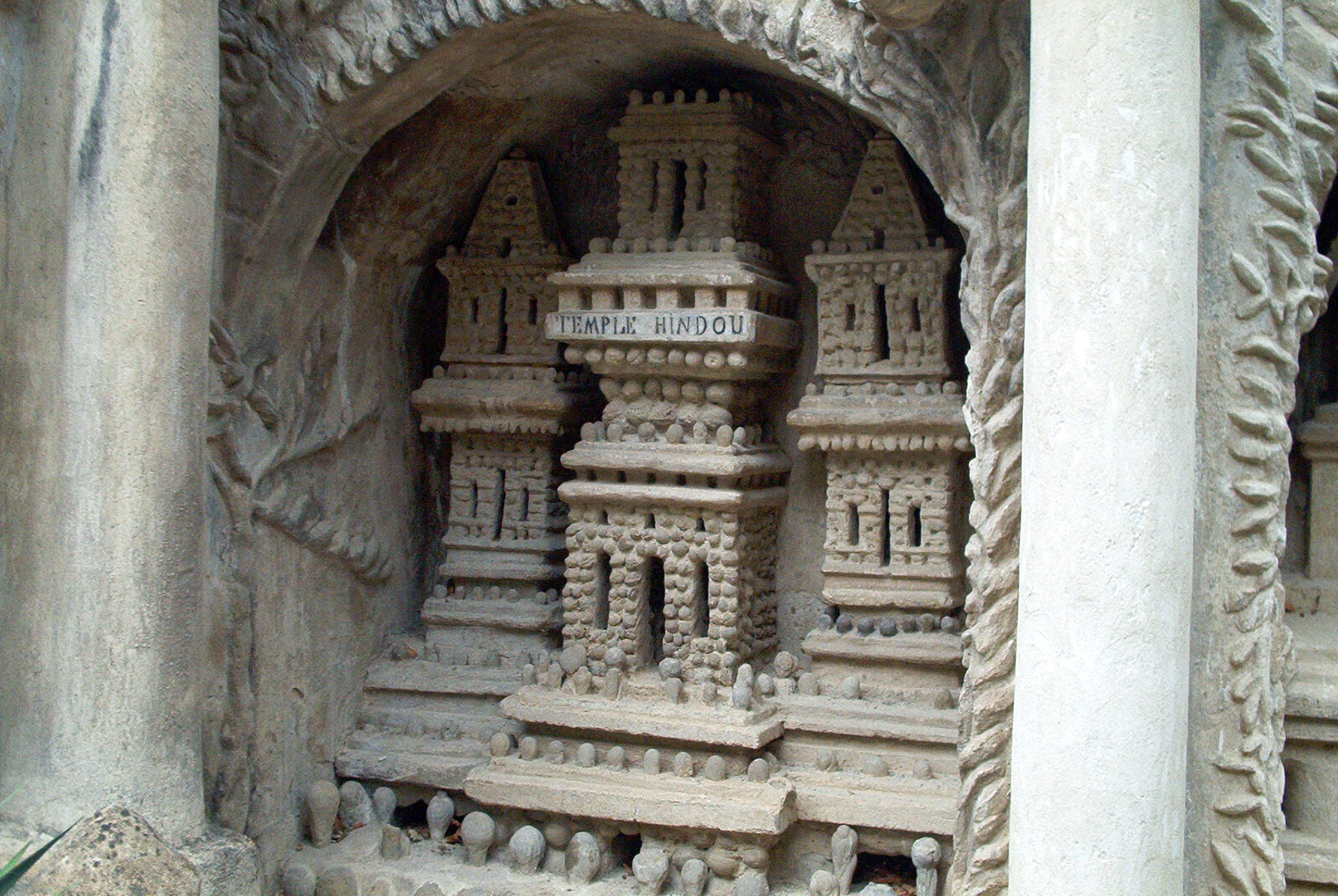
Le Temple Hindou
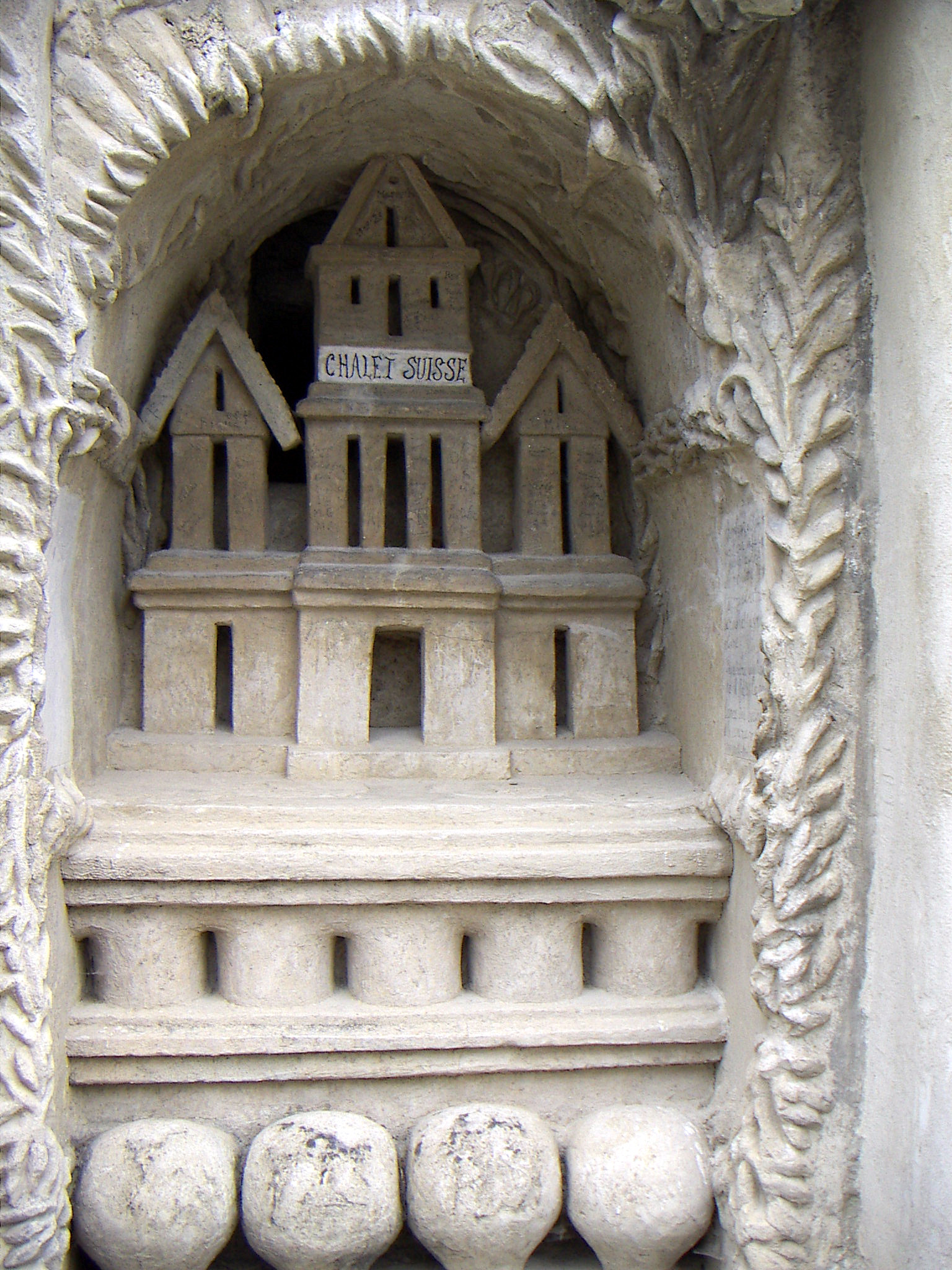
Le Chalet Suisse
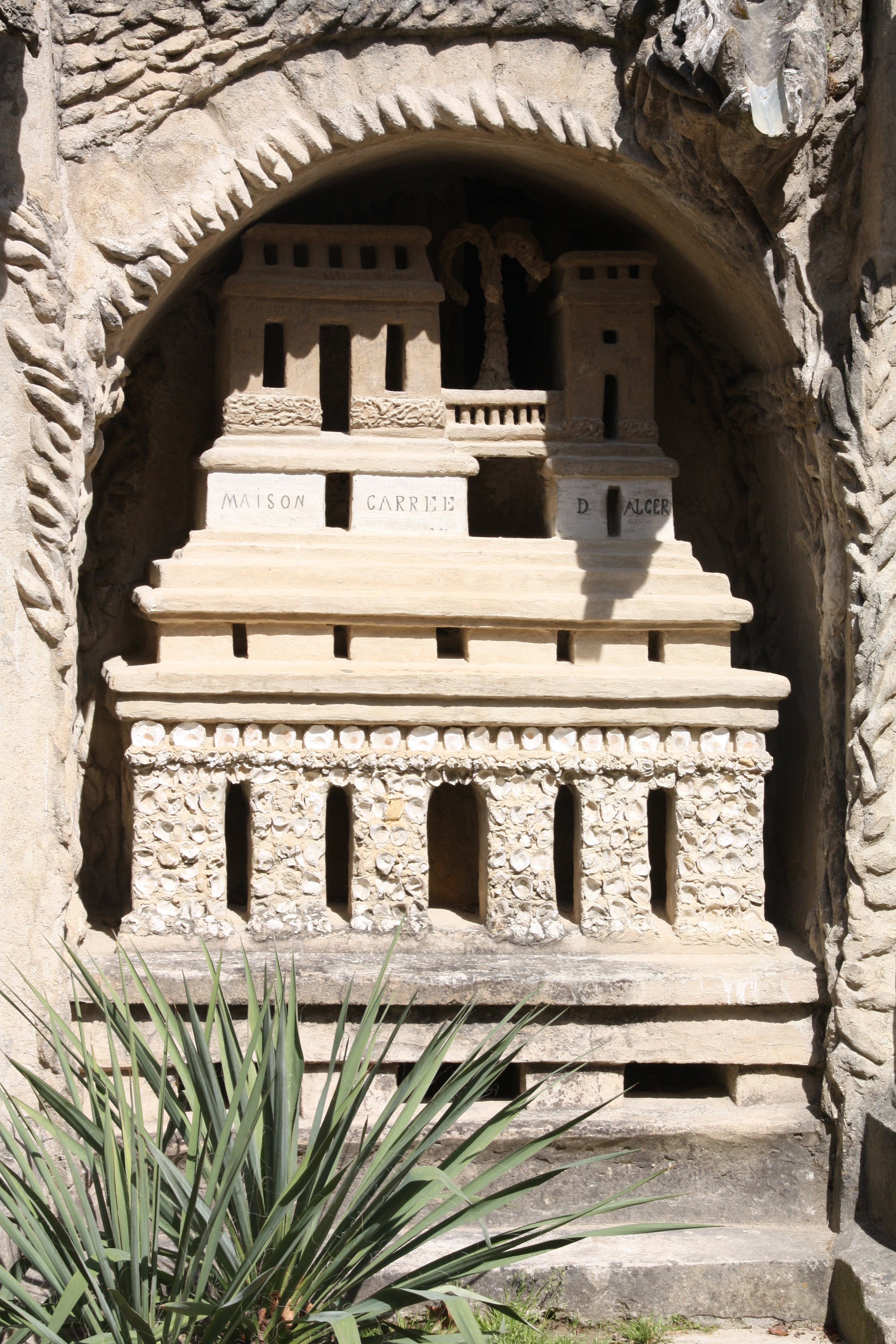
Maison carrée d'Alger
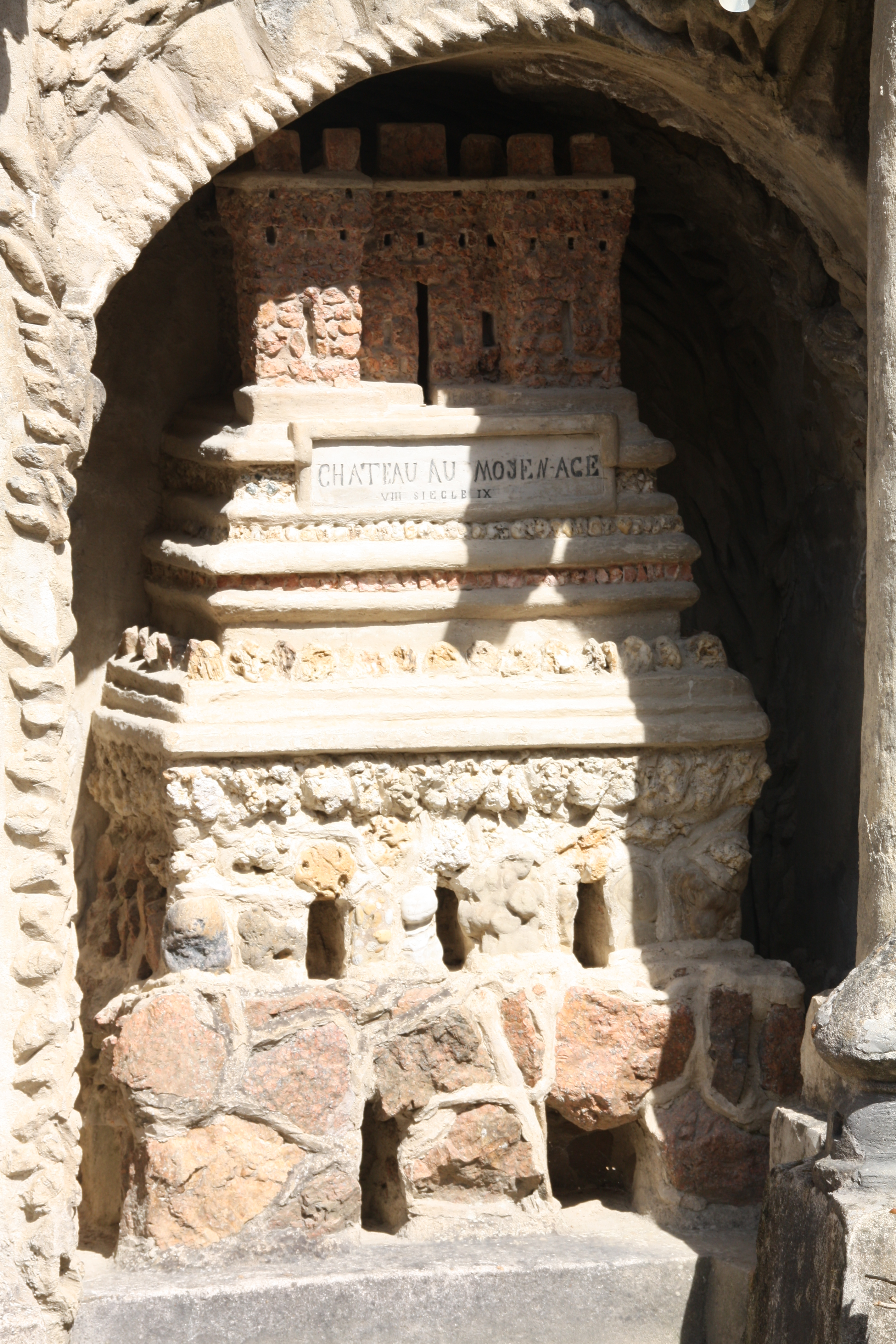
Château du Moyen Âge
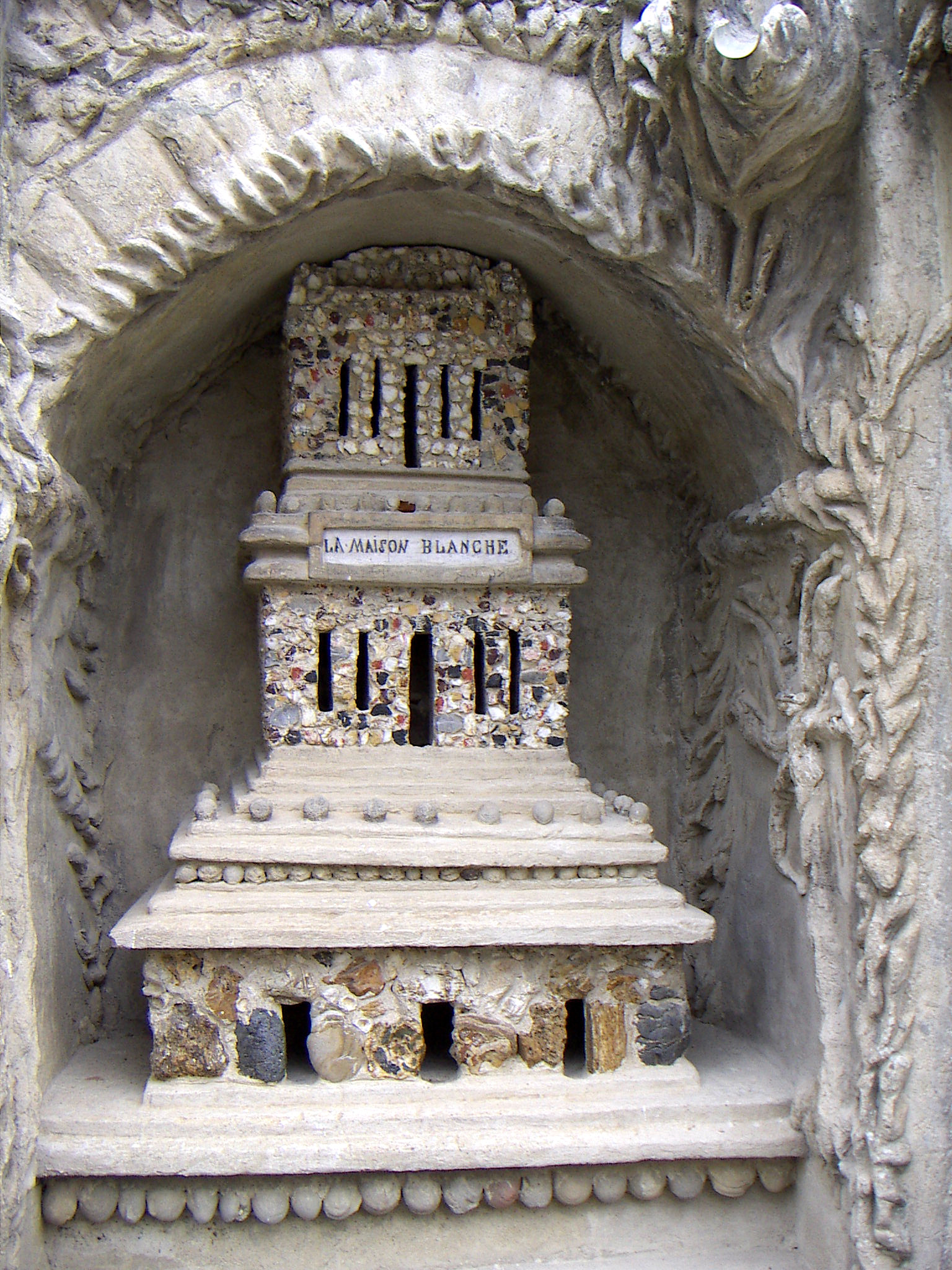
Maison Blanche
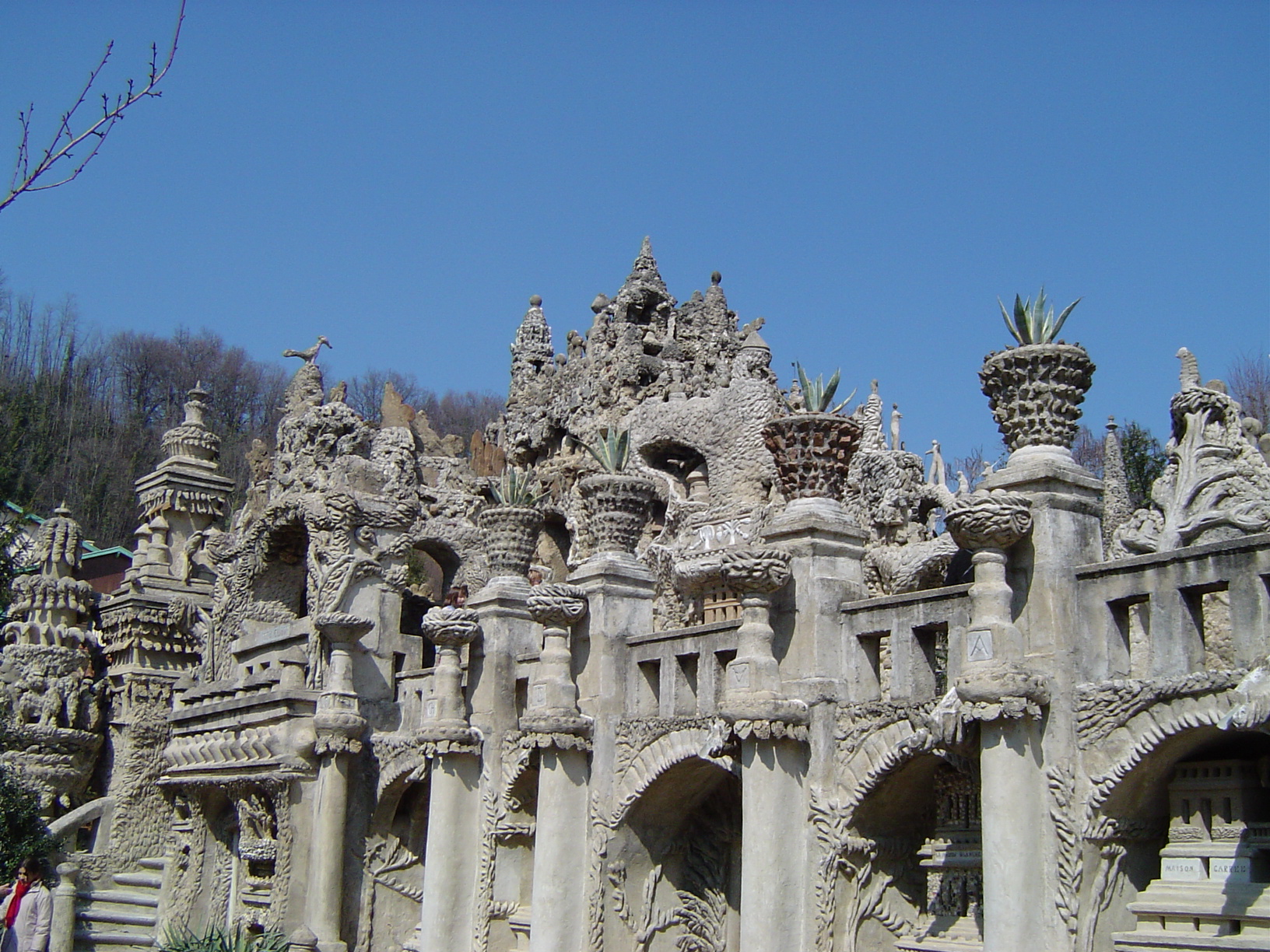
Vue de la partie supérieure

### Façades nord et sud
Au niveau de la façade Nord se trouvent le côté du Temple de la Nature, des grottes et toutes sortes d'animaux (cerf, pélicans, crocodile...). 
La façade Sud, assez dépouillée, est un hommage de Cheval aux temps anciens, à travers un musée antédiluvien ; c'est aussi un accès dégagé de la terrasse, avec escalier et balcon. Celle-ci, à l'origine, était surtout destinée à stocker les pierres qu'il ramenait pour son projet.

Quelques photos des façades Nord et Sud du Palais idéal
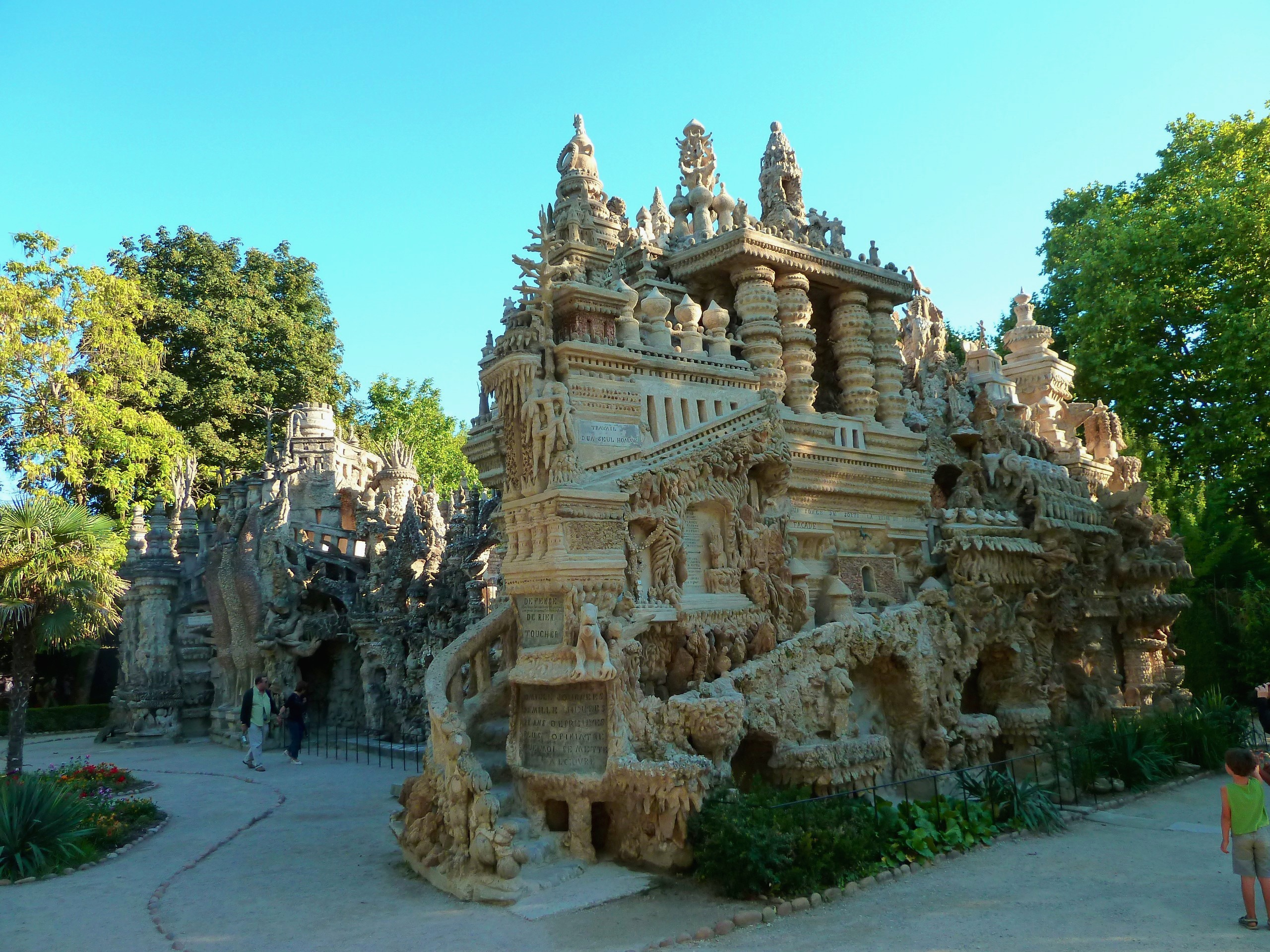
Façade Nord
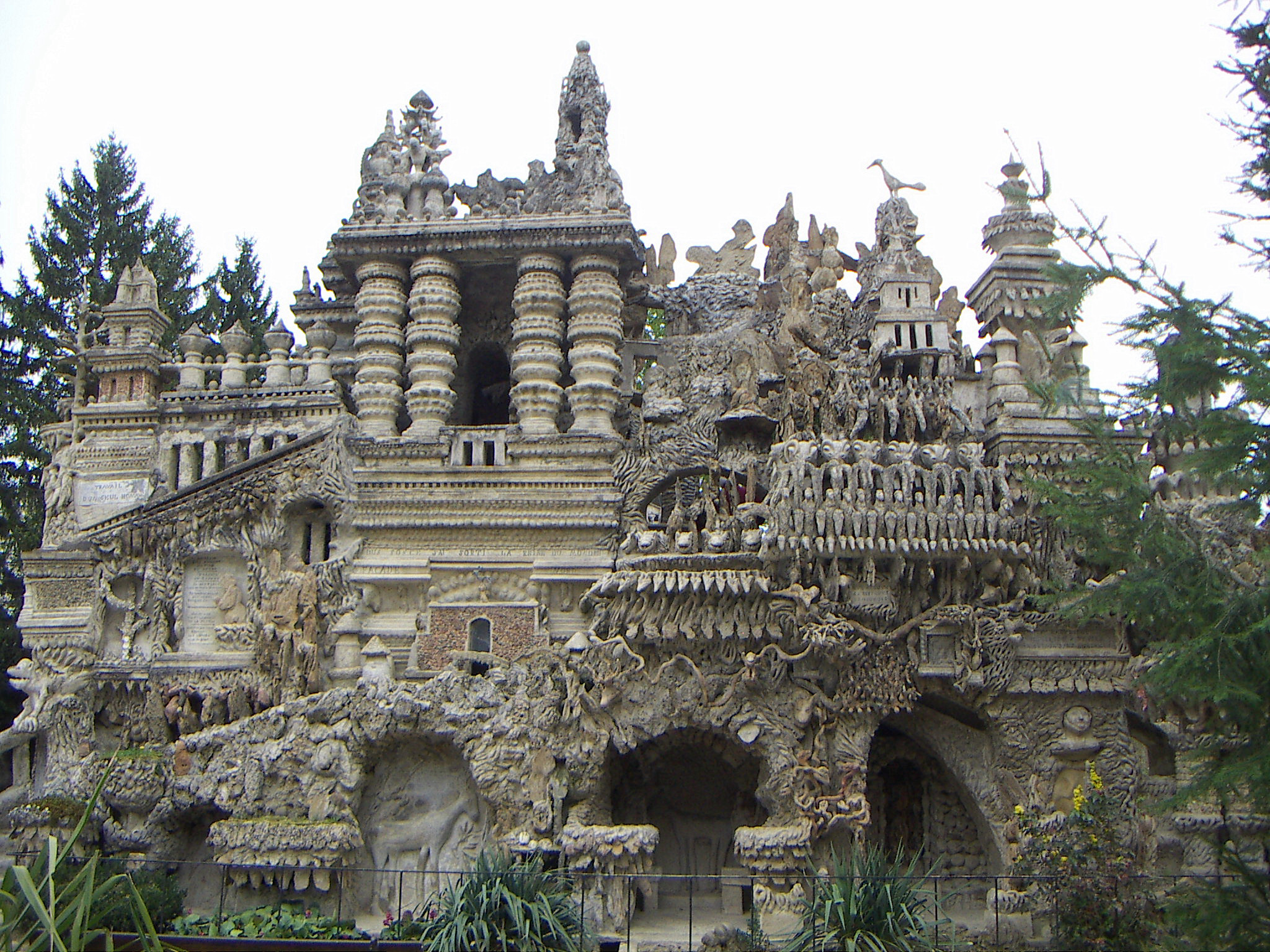
Façade Nord
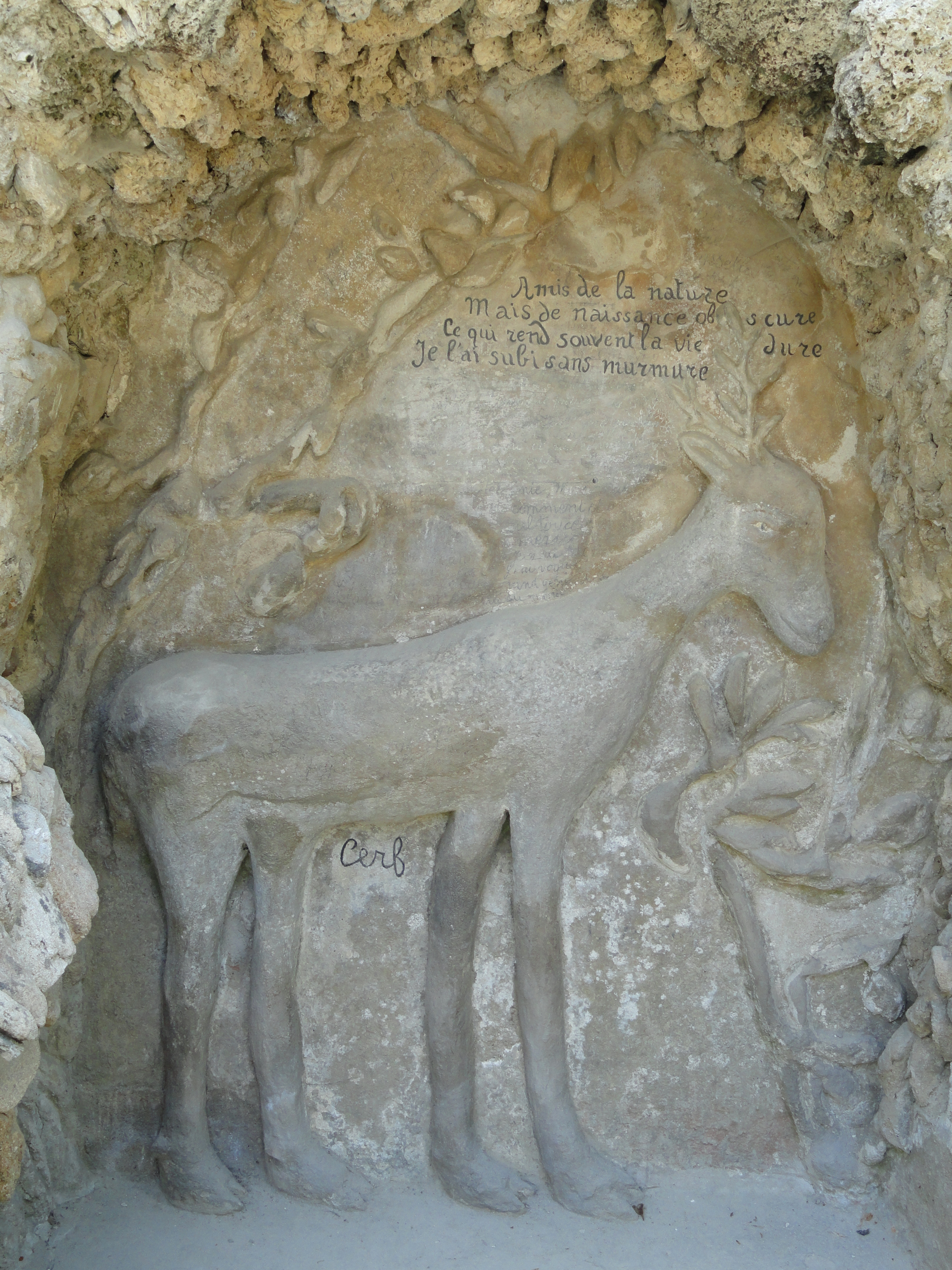
Animaux
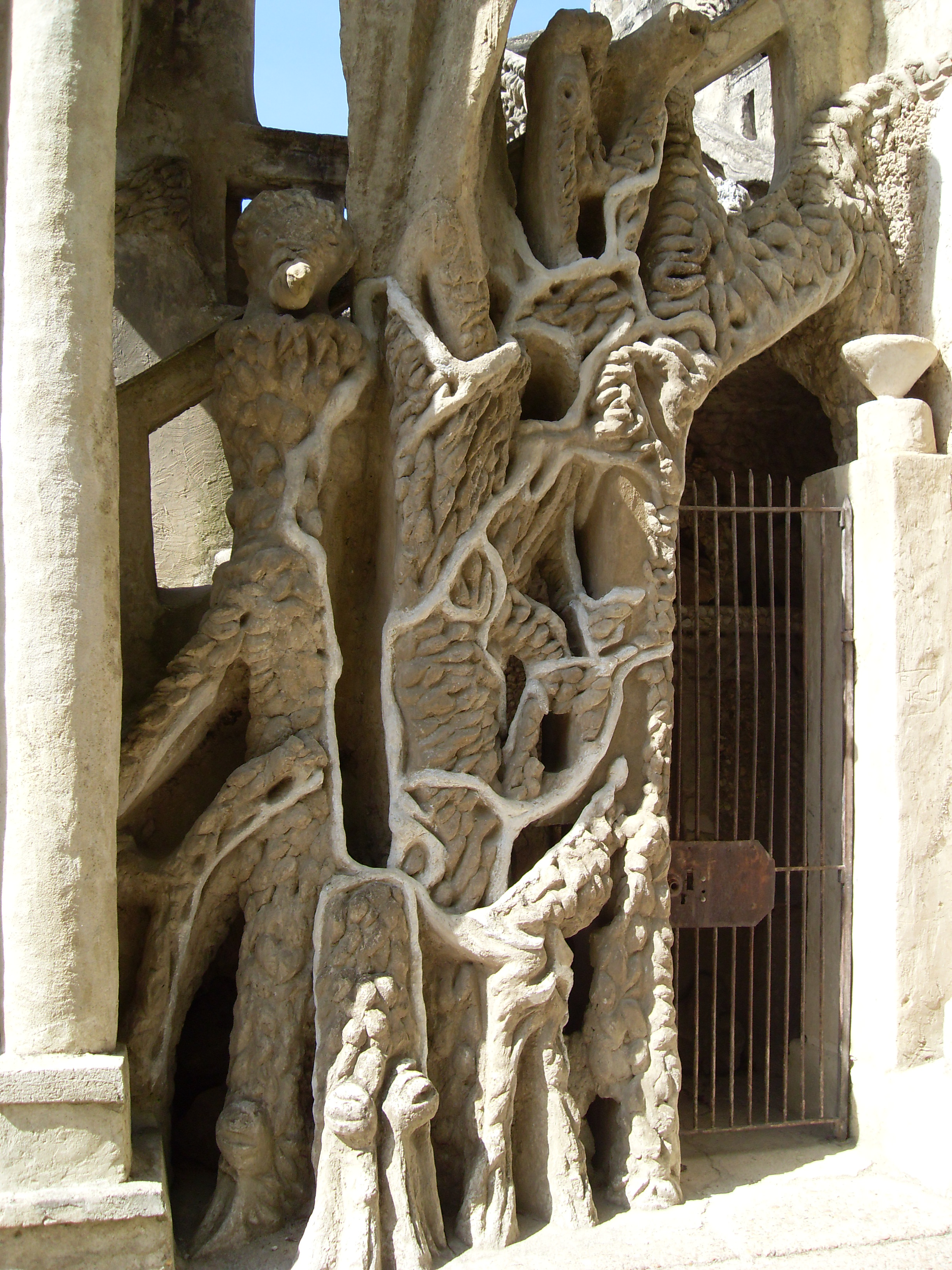
Détail de la façade Sud
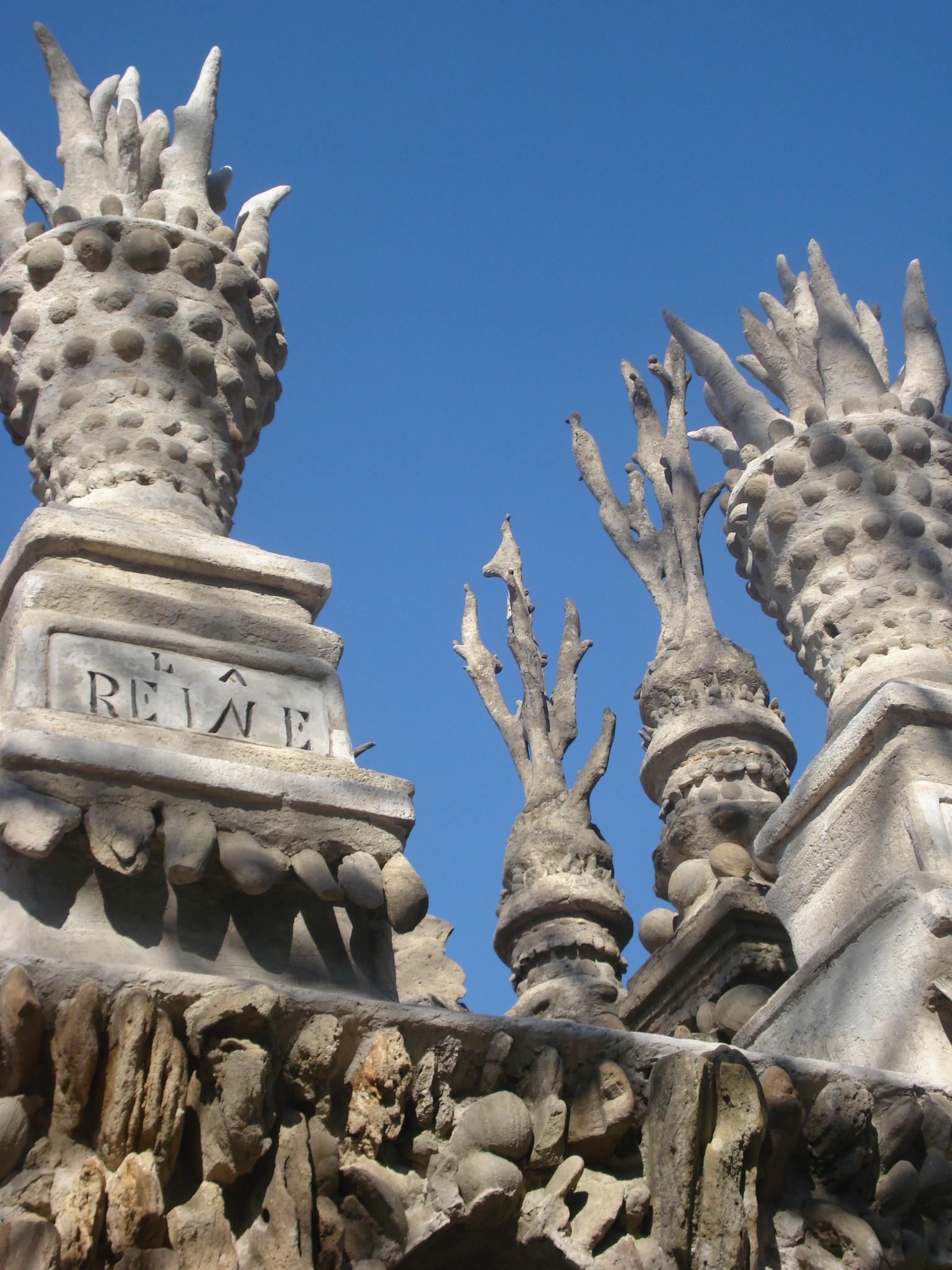
La Reine
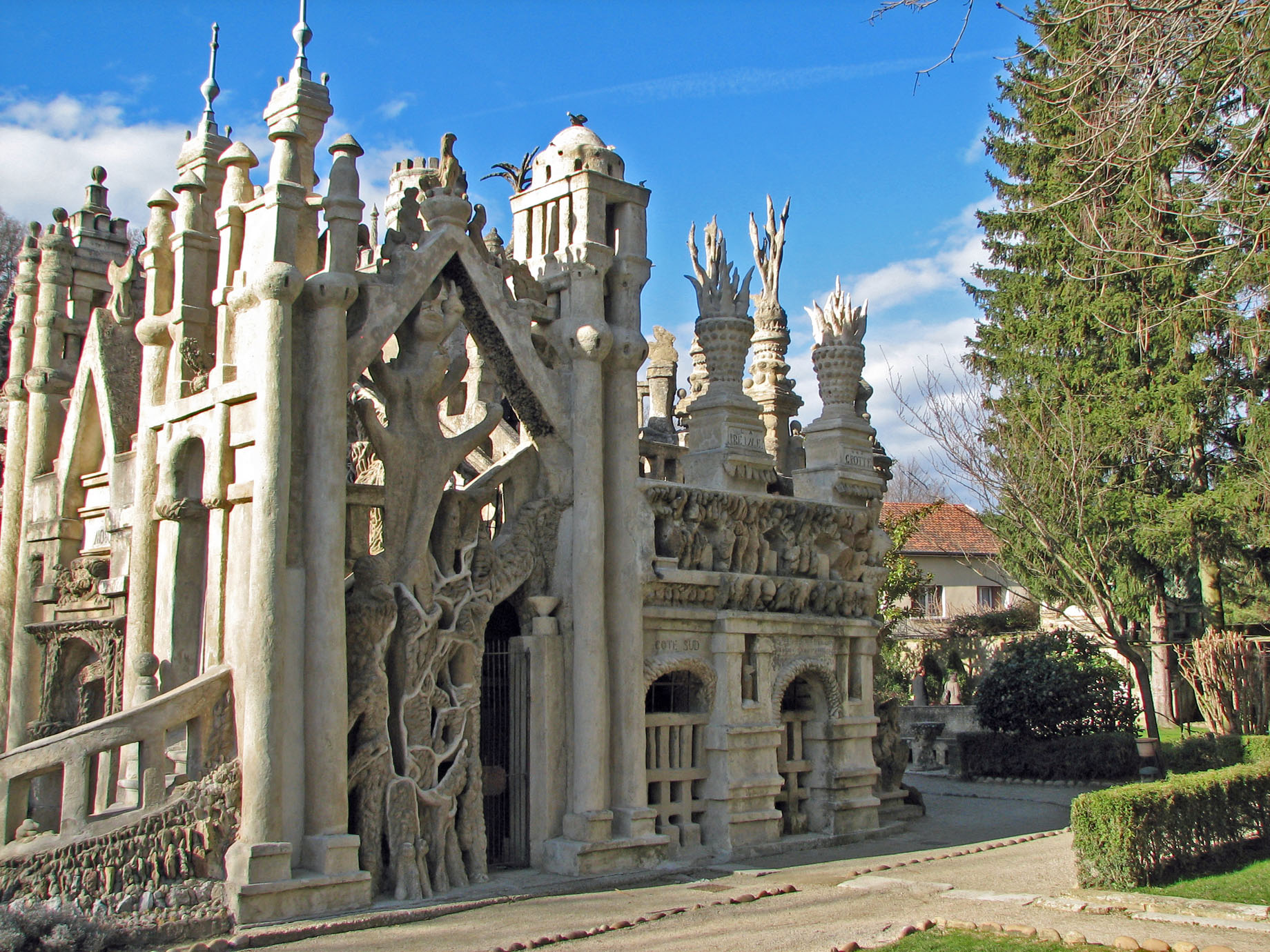
Façade Sud
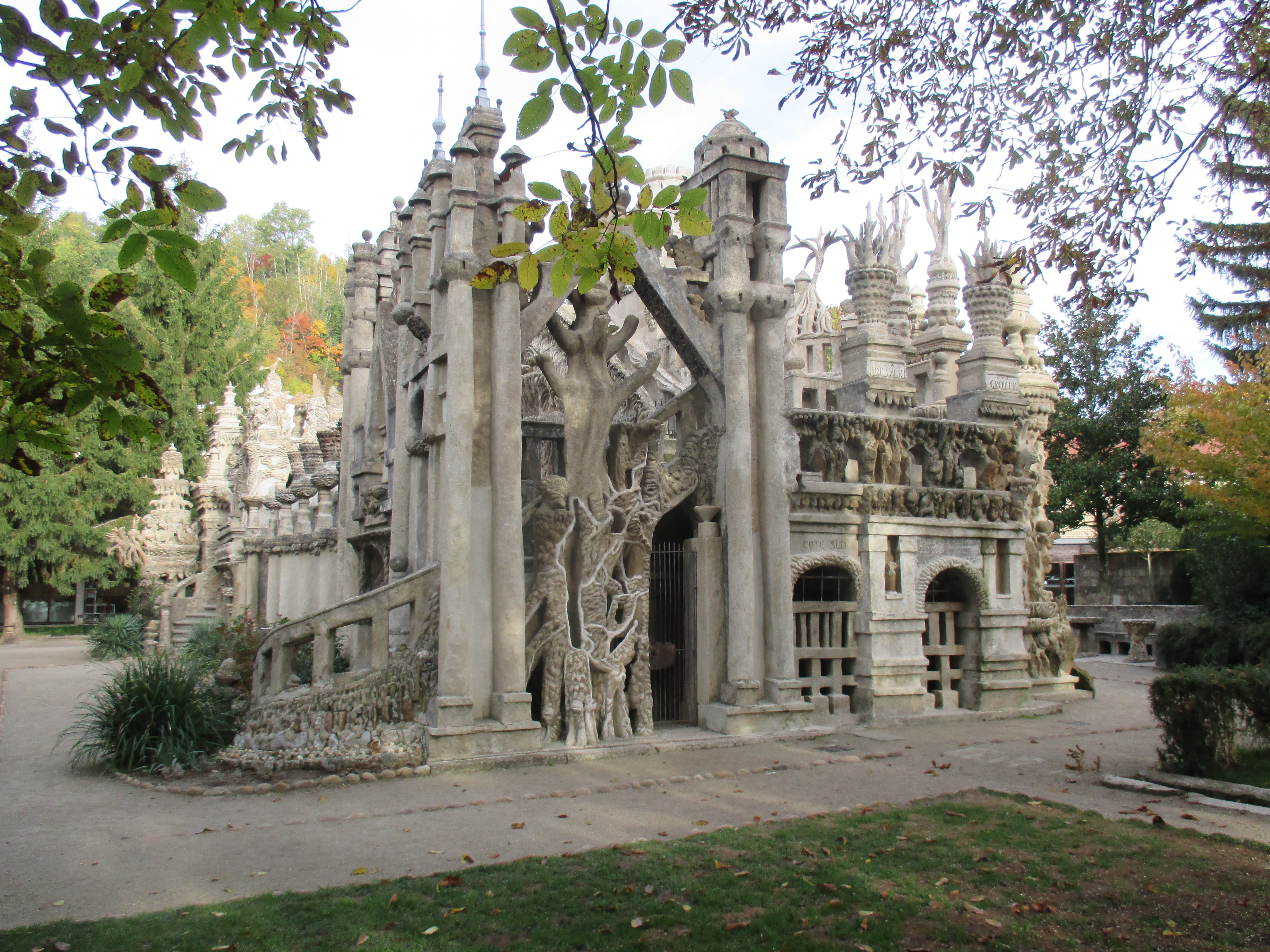
Façade Sud

### Une œuvre également littéraire

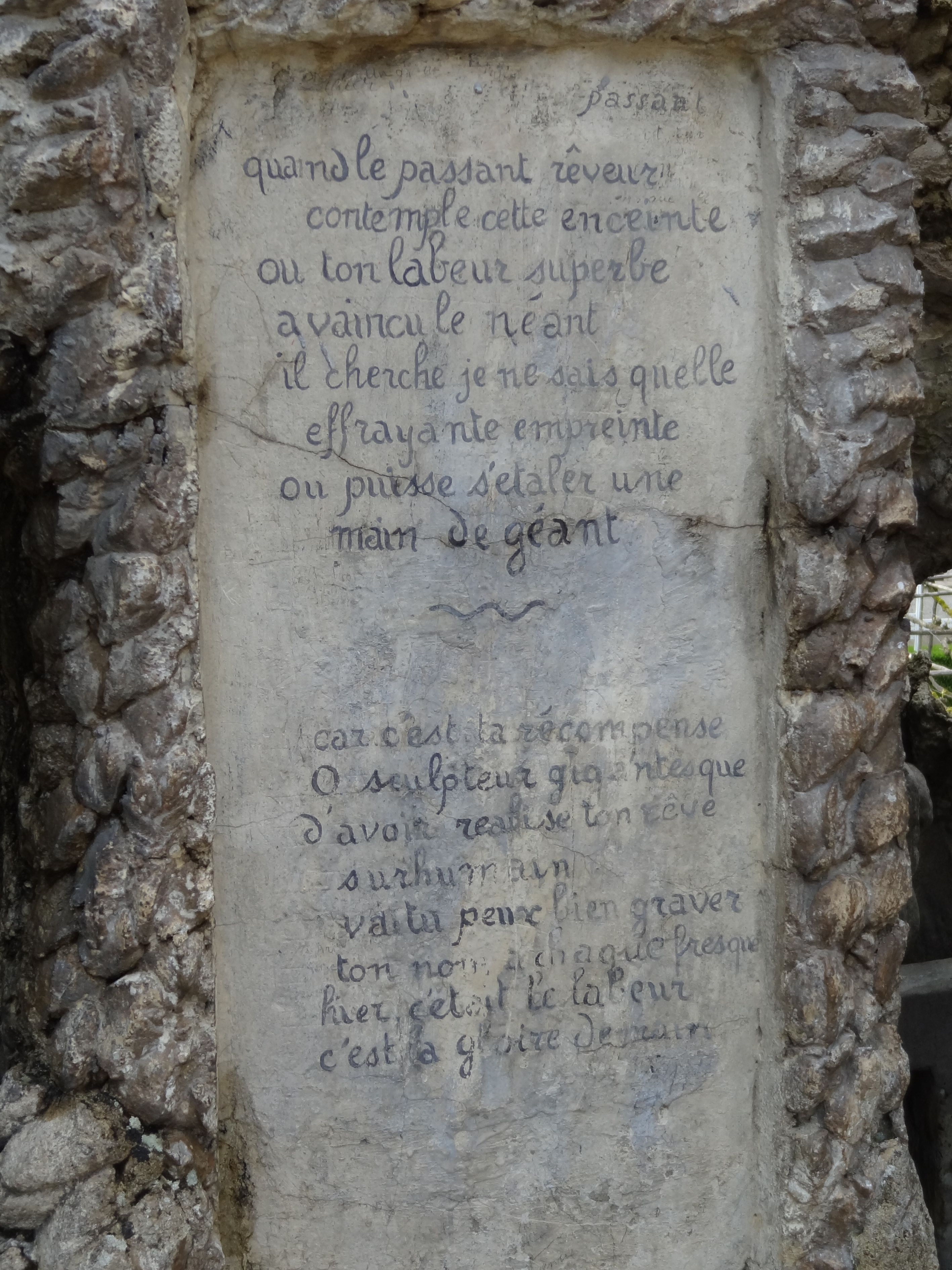
Inscription Quand le passant réveur...

Le facteur Cheval est l'auteur de plus de 150 inscriptions dont de longs textes à vocation poétique ou présentant son ouvrage. Toutes ces phrases sont visibles par les visiteurs, sur les différentes façades, dont notamment,, :
« 1879-1912, 10 mille journées, 93 mille heures, 33 ans d'épreuves. Plus opiniâtre que moi se mette à l'œuvre. »

« Un génie bienfaisant m'a tiré du néant. »

« D'un songe j'ai sorti la reine du monde. »

« Ce que Dieu écrivit sur ton front arrivera », proverbe turc.

« Travail d'un seul homme. »

« Travail de géant. »

« Au champ du labeur j'attends mon vainqueur. »

« À la source de la vie j'ai puisé mon génie. »

« Souviens toi homme que tu n'es que poussière Ton âme seule est immortelle. »

« A la source de la sagesse seule on trouve le vrai bonheur. »

« Les morts ne sont pas les absents mais les invisibles. »

« Sur cette terre comme l'ombre nous passons, sortis de la poussière nous y retournerons. »

« L'homme qui meurt est un astre couchant qui se lève plus radieux sur un autre hémisphère. »

« Ce rocher dira un jour bien des choses. »

« En créant ce rocher j'ai voulu prouver ce que peut la volonté. »

« La vie est un rapide coursier. Ma pensée vivra avec ce rocher. »
Certains textes veulent expliquer la nature et l'objet de son travail :

« En cherchant j'ai trouvé, 40 ans j'ai pioché, pour faire jaillir de terre ce palais de fées. Pour mon idée mon corps a tout bravé, le temps, la critique, les années. »

Quelques photos de diverses inscriptions du facteur Cheval.
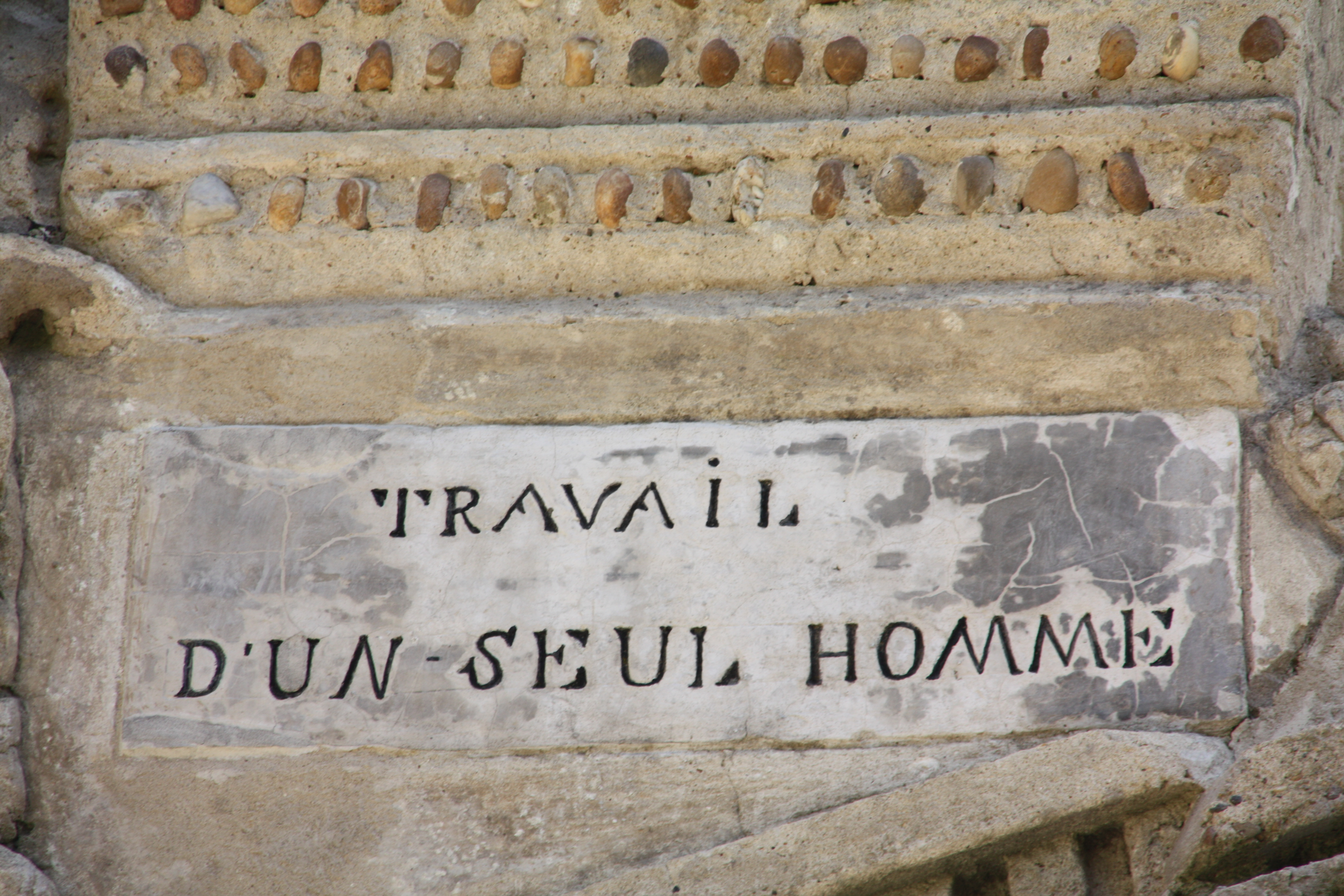
Travail d'un seul homme.
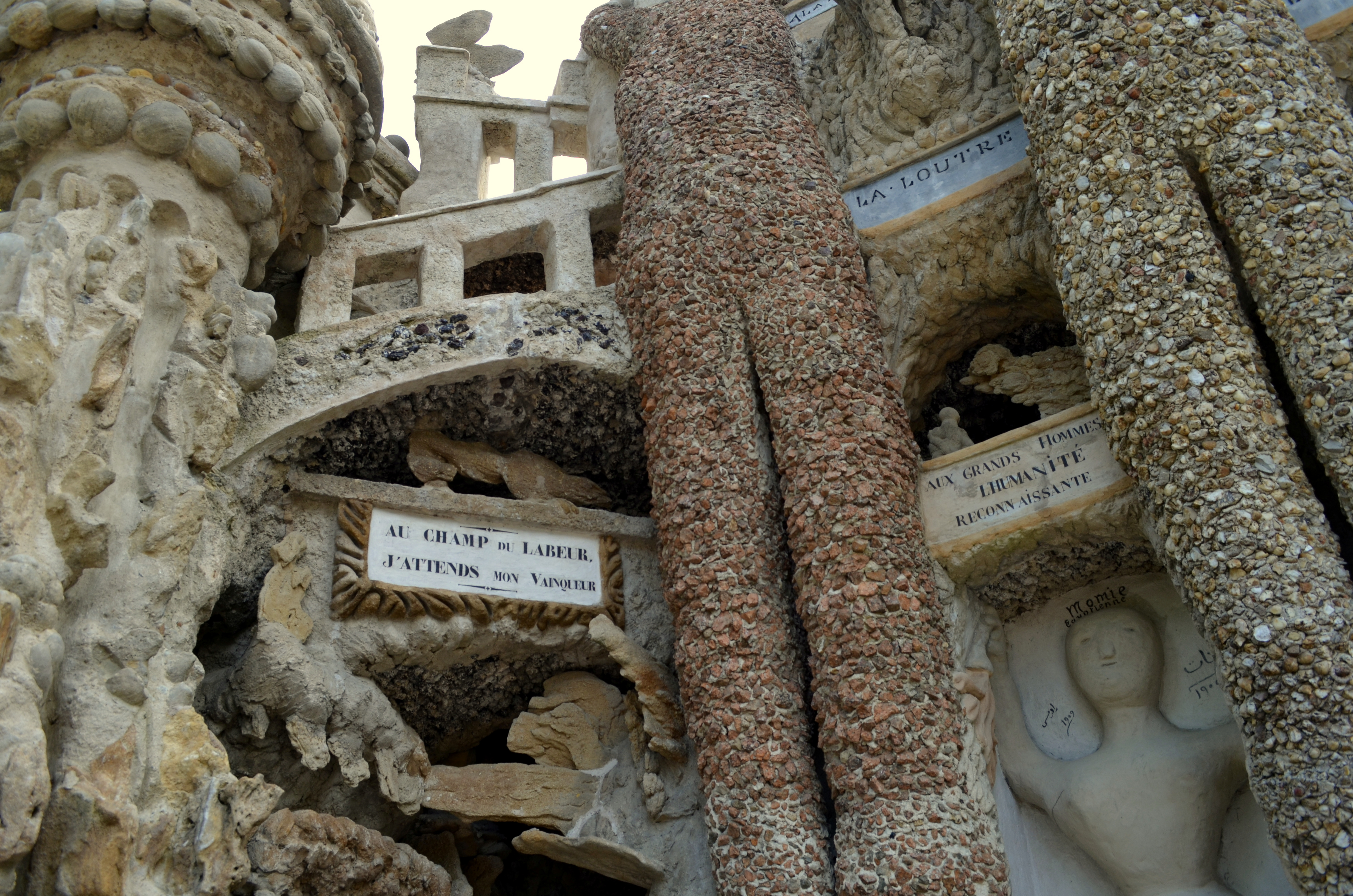
Au Champ du labeur, j'attends mon Vainqueur et Aux Grands Hommes, l'Humanité reconnaissante.
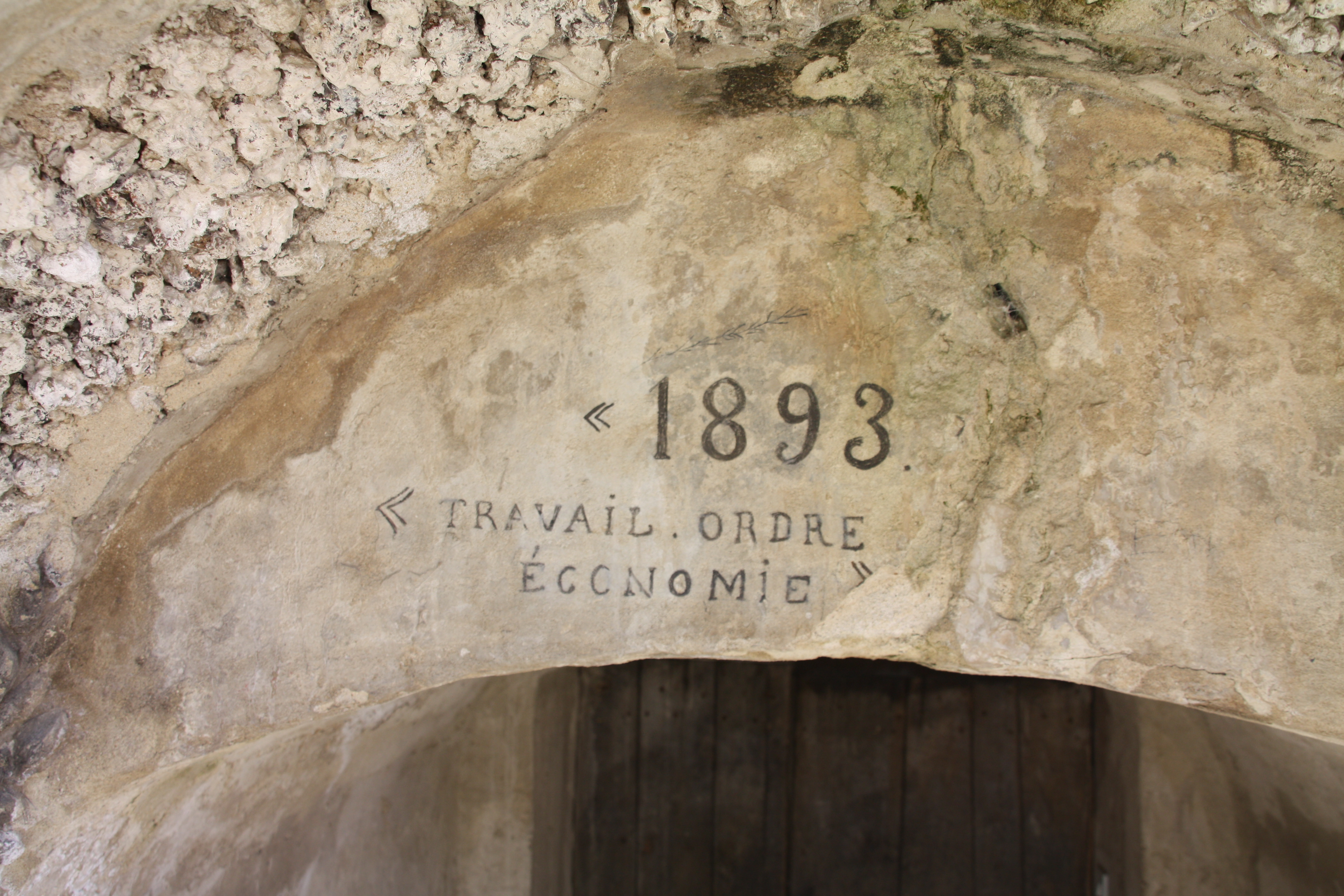
« 1893 » « Travail Ordre Économie. »
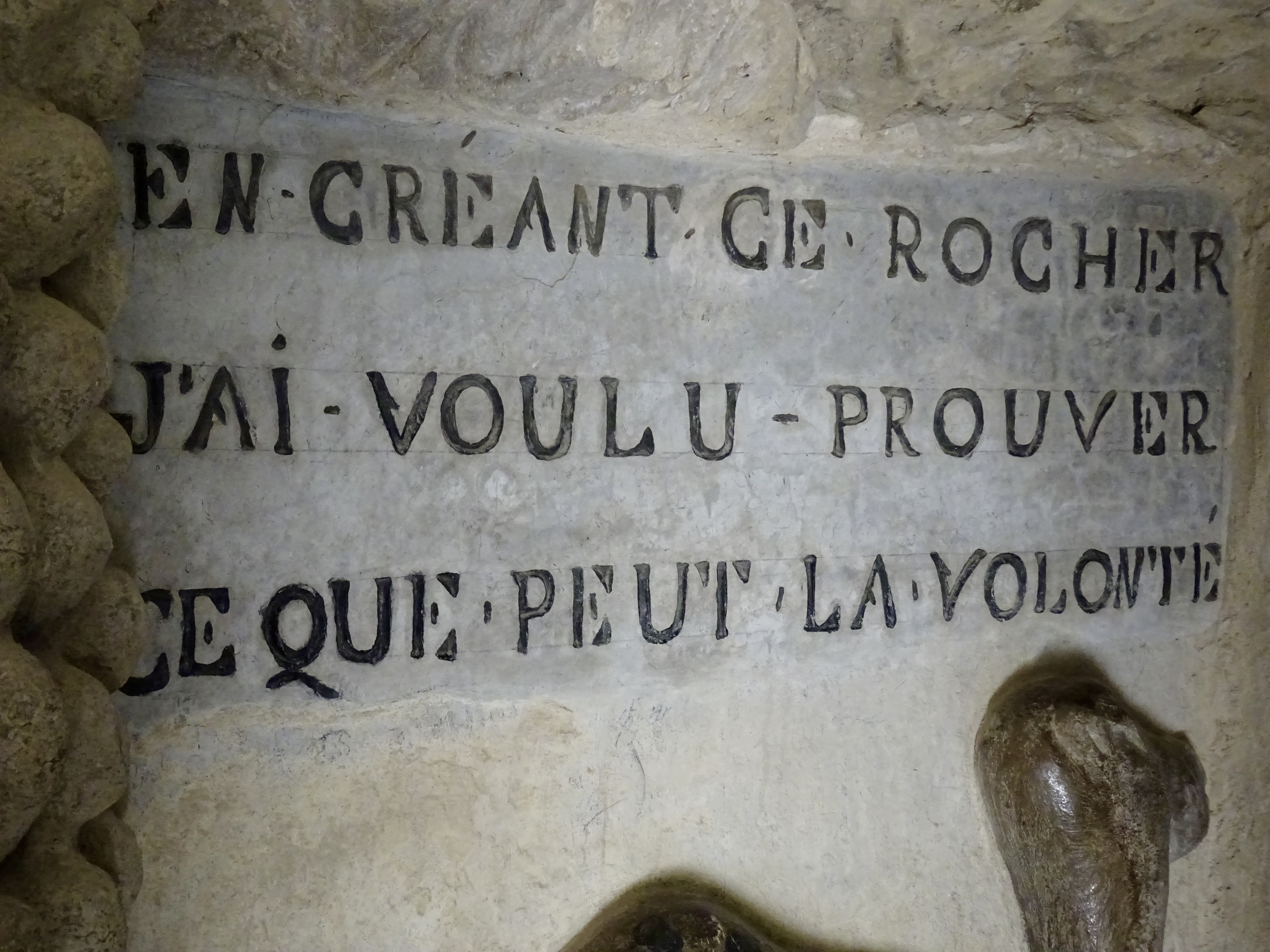
En créant ce rocher j'ai voulu prouver ce que peut la Volonté.
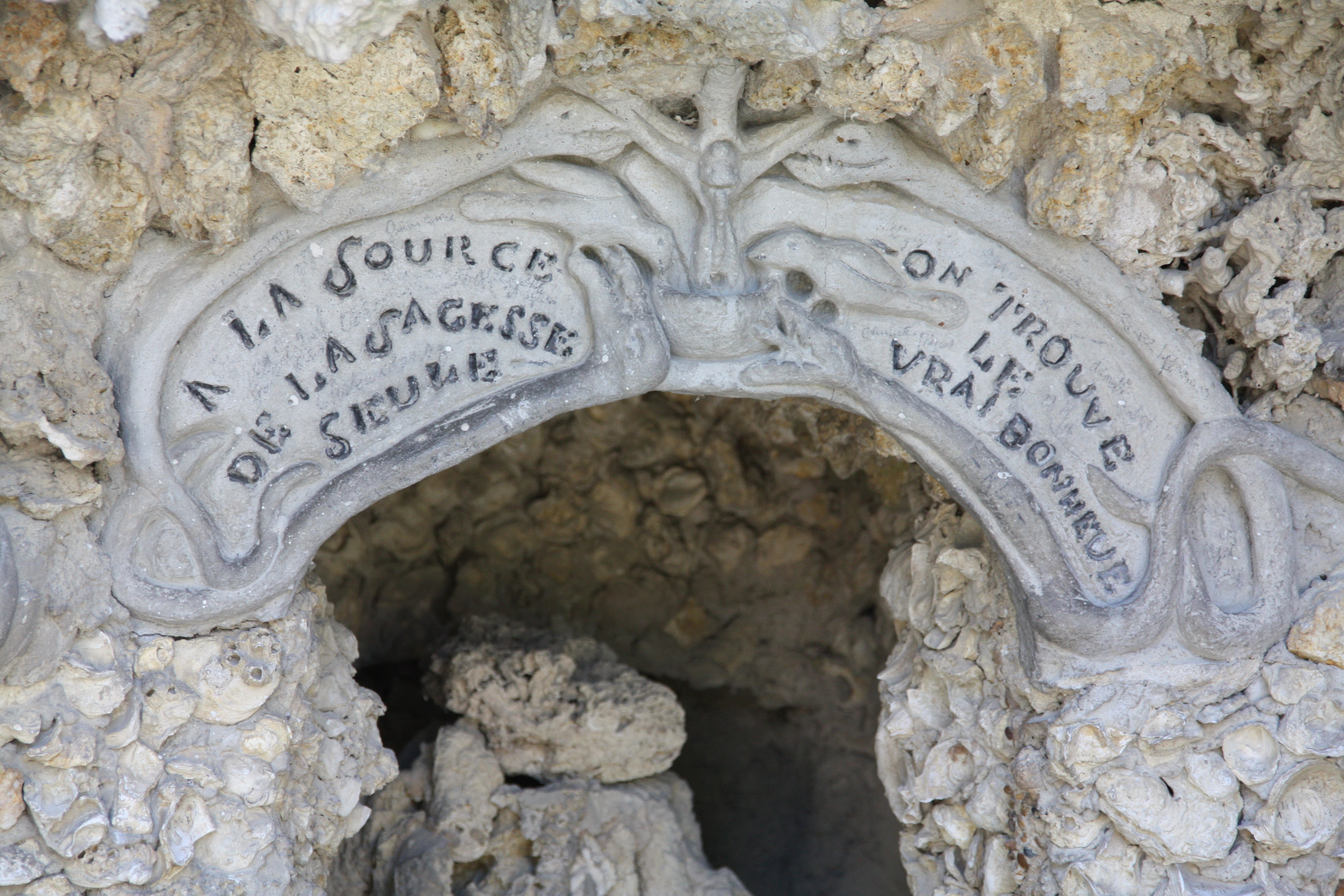
À la source de la sagesse seule on trouve le vrai bonheur.

## Classement

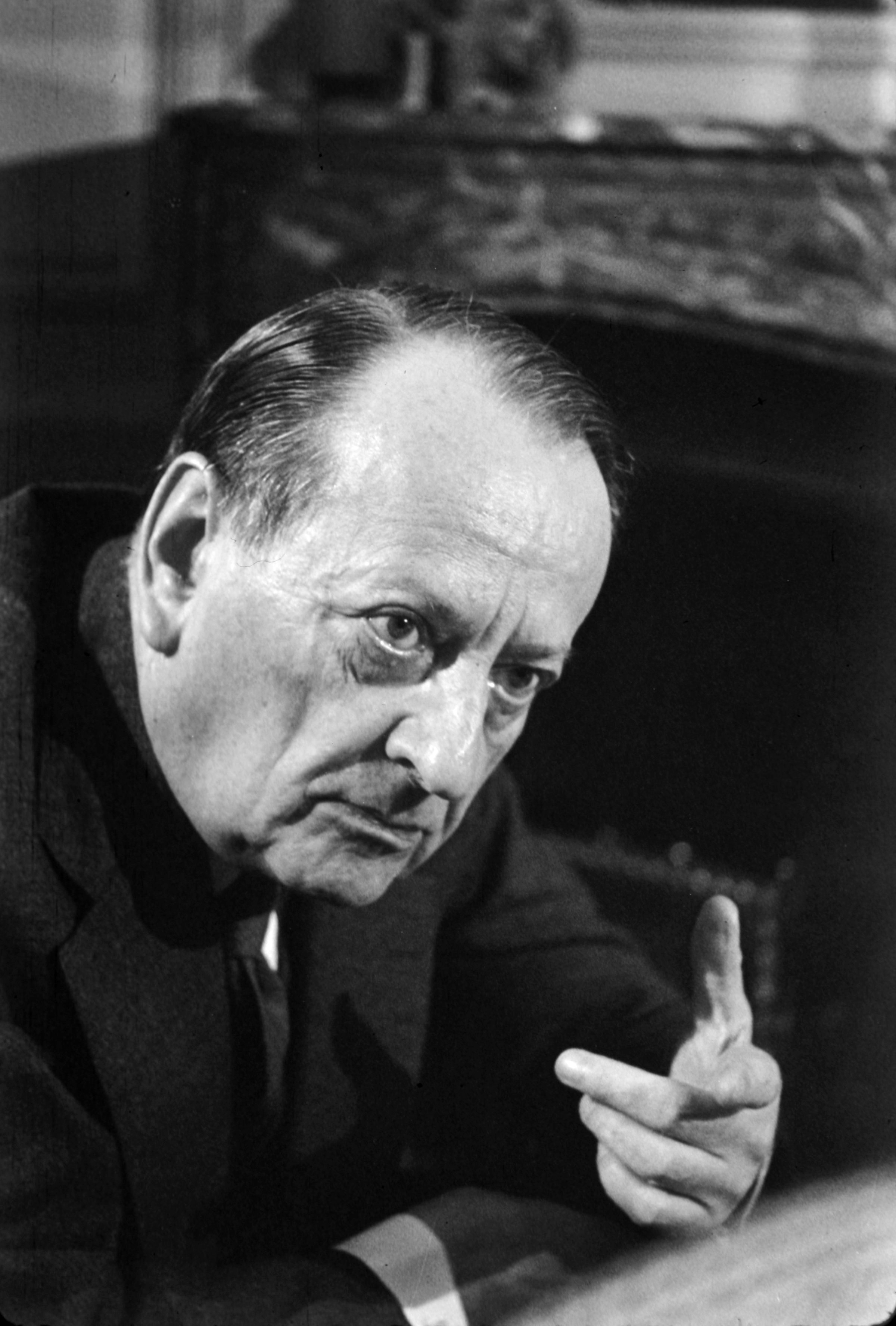
André Malraux, ministre de la Culture

Le 23 septembre 1969, le palais est classé au titre des monuments historiques, au terme d'une longue démarche d'instruction. 
Le ministre de la Culture André Malraux a appuyé la procédure de classement avant son départ du gouvernement, contre l'avis défavorable de la plupart des fonctionnaires du ministère de la Culture qui écrivent, dans un rapport daté de 1964 : « Le tout est absolument hideux. Affligeant ramassis d'insanités qui se brouillaient dans une cervelle de rustre ». Malraux déclare pour sa part qu'il considère le Palais idéal comme « le seul représentant en architecture de l'art naïf » et affirme qu’« il serait enfantin de ne pas classer quand c'est nous, Français, qui avons la chance de posséder la seule architecture naïve du monde et attendre qu'elle se détruise ».

## Propriétaires
Alors que le palais est mis en gérance par les deux petites-filles du facteur Cheval à sa mort, la première (Alice), qui n'a pas de descendants, décide en 1984 de léguer sa part du palais à la commune de Hauterives. Dix ans plus tard, sa seconde petite-fille (Eugénie) vend sa part à la commune de Hauterives, qui est ainsi propriétaire du palais depuis 1994.

### Bibliographie

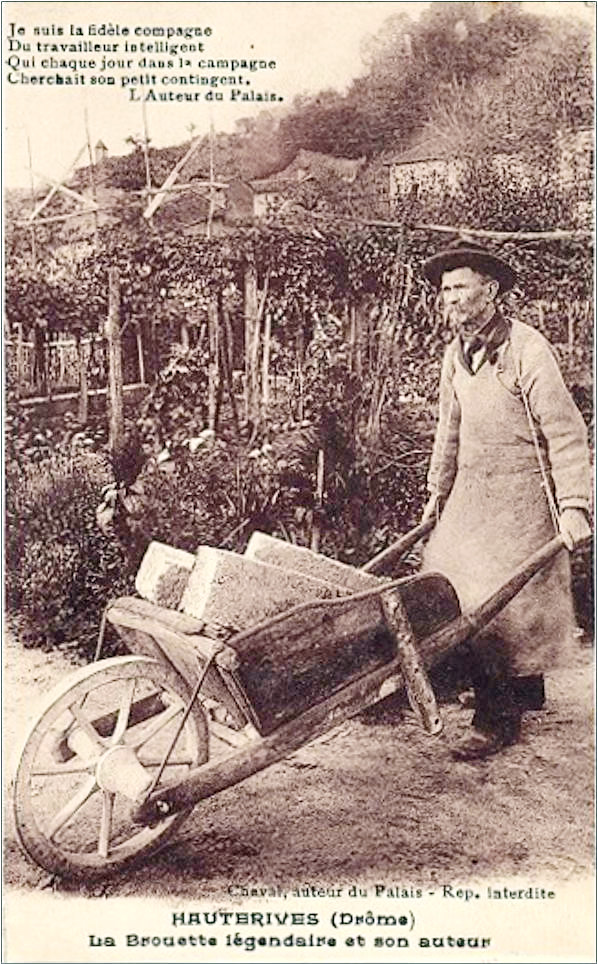
Ferdinand Cheval poussant sa brouette

## Dans la culture populaire

### Filmographie

#### Au cinéma

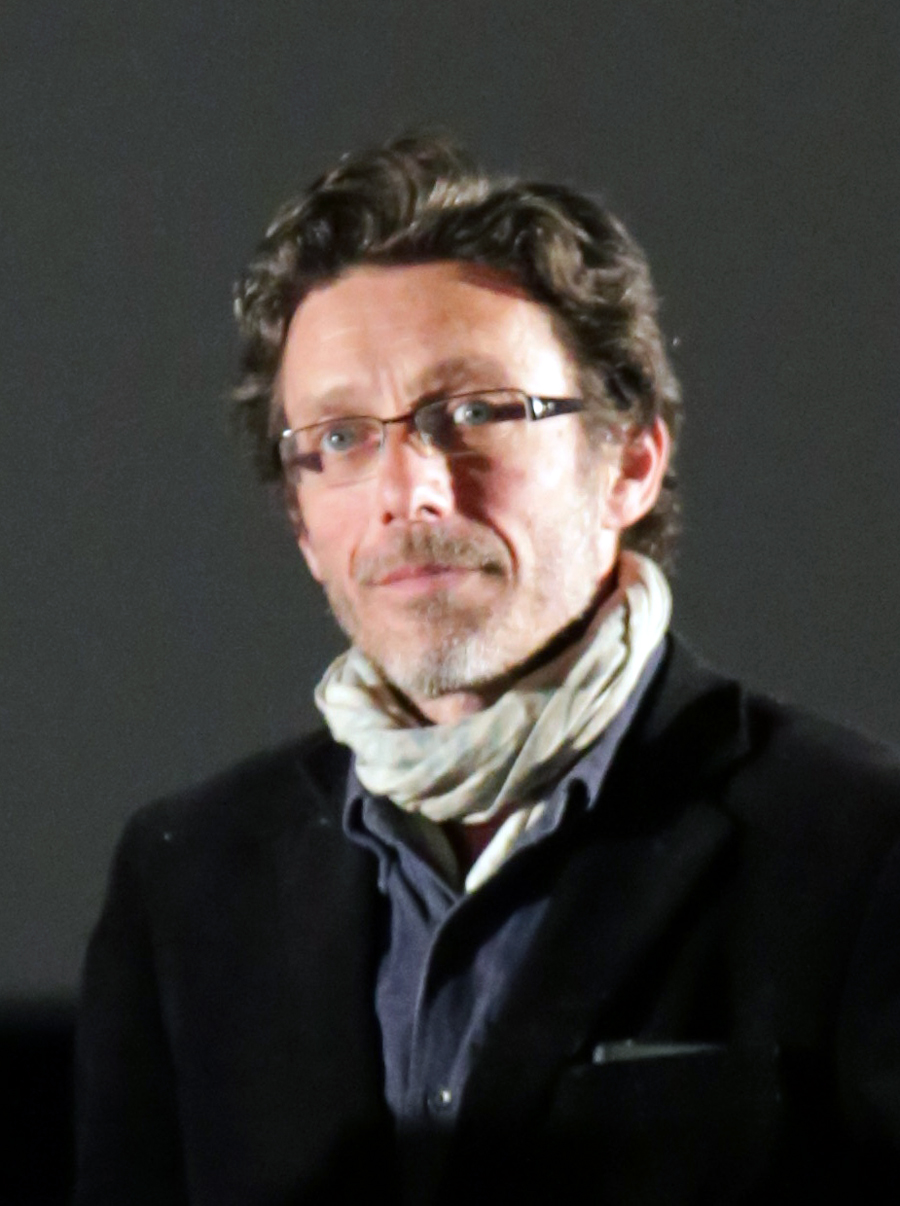
Le réalisateur Nils Tavernier

- 1954 : Histoire du Palais idéal de Jacques Baratier
- 2018 : L'Incroyable Histoire du facteur Cheval[16],[17] : film de Nils Tavernier avec Jacques Gamblin[18]

Ce film présente la particularité de montrer différentes étapes (reconstituées en studio) de la construction du Palais idéal, depuis la découverte de la pierre d'achoppement jusqu'au mariage d'Alice avec Charles-Marius Lardant en 1917.

#### À la télévision
- 2010 : Louis la Brocante, épisode no 37 (Louis et le Palais idéal).
- 2020 : Durant la troisième édition de l'émission Le Monument préféré des Français (saison 2020), présenté par Stéphane Bern, le Palais idéal du facteur Cheval est sélectionné pour représenter la région Auvergne-Rhône-Alpes[19]. Le monument sera classé deuxième sur une liste de quatorze noms, derrière la Citadelle de Belfort et son Lion.

### Hommages
- Le groupe de rock progressif suédois Isildurs Bane a consacré un album concept entier à l'histoire du facteur et de son palais. Cheval - volonté de rocher est paru en 1989.
- La casquette du facteur Cheval, titre de Brice Homs, interprété par Michel Fugain sur l'album Plus ça va (1995)
- Le Palais idéal, titre du groupe français l'Affaire Louis' Trio sur l'album éponyme sorti en 1997 sur le label EMI/Chrysalis.
- Hugues Aufray, chanteur et sculpteur, pour le centenaire du Palais idéal, a sculpté[20] le buste de Ferdinand Cheval.
- Coco peintre du facteur Cheval peint le premier portrait couleur du facteur Cheval[21] Exposition Municipalité de Hauterives été 1987 La Couleur en plus. En 2000, au Palais Idéal, dans l'enceinte du palais.
- Bons baisers du facteur Cheval, chanson de Philippe Marlu, parue dans l'album Méfiez-vous des petites filles datant de 2010.
- L'Obsessioniste, Edouard Bineau et Sébastien Texier, Hommage au Palais Idéal du Facteur Cheval — Le Chant du Monde / Harmonia Mundi / 2006 ; Production : JJ Pussiau et Christophe Bonin.
- À l'été 2020, le Palais idéal du facteur Cheval accueille le tournage de la collection printemps-été 2021 de Lanvin, sous la direction de Bruno Sialelli.

### Exposition
- Le Rêve de l'eau, Jean-Michel Othoniel au Palais idéal du facteur Cheval[22], du 15 mai au 6 novembre 2022.

### Animations

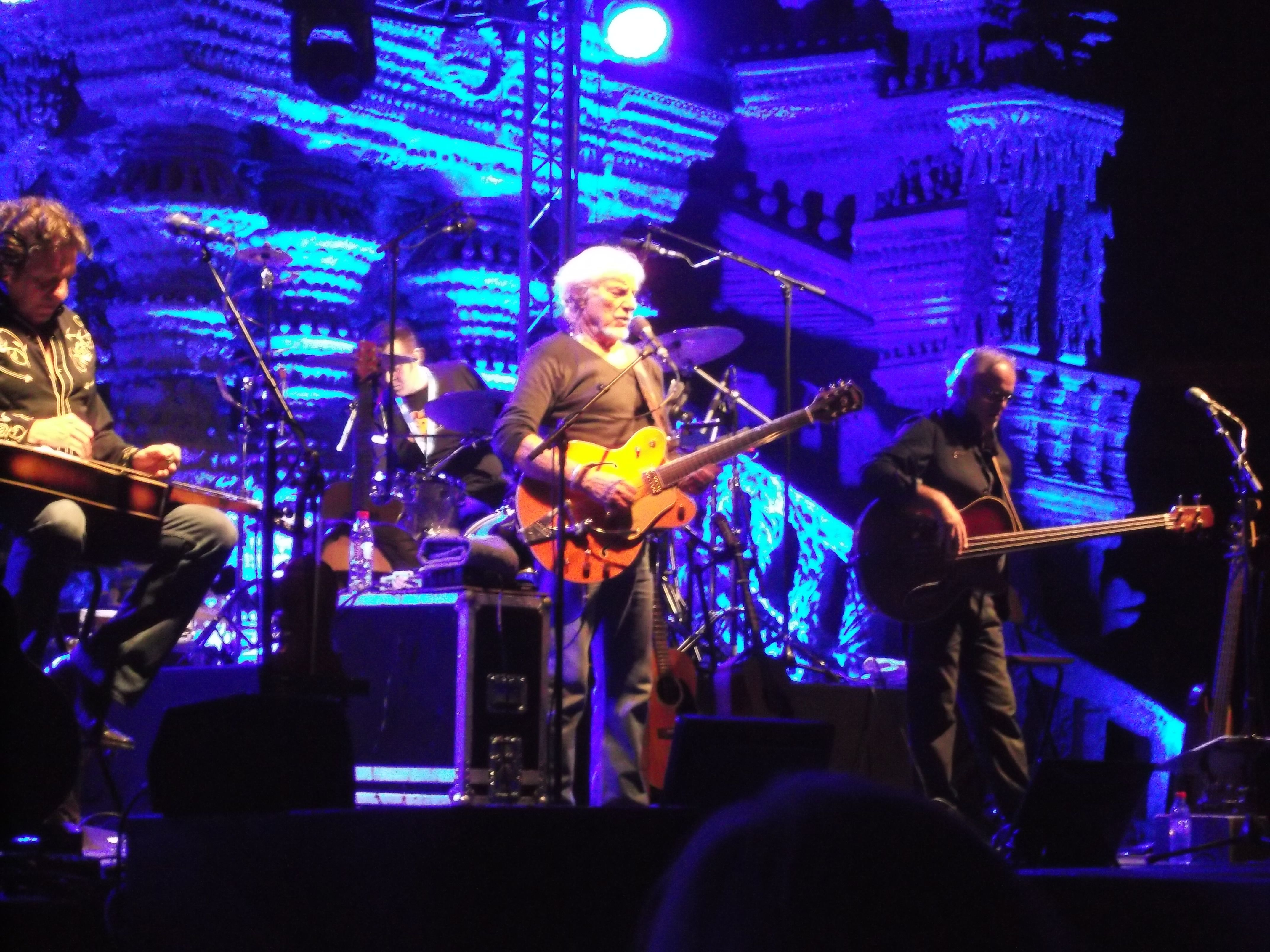
Hugues Aufray en récital au Palais Idéal du Facteur Cheval (2012)

Des concerts ont lieu chaque été devant la façade est : 
- Jazz au Palais[23] en juin.
- Les Musicales du Palais[24] en juillet.